# Économie de la Turquie
 (juillet 2025).
En 2017, la Turquie était la première puissance économique du Moyen-Orient, devant l'Iran et l'Arabie saoudite, la 7e puissance économique d'Europe et la 17e puissance économique mondiale. Membre du G20 et de l'Union douanière, la Turquie a officiellement entamé ses négociations d’adhésion avec l’Union européenne en octobre 2005, négociations qui sont au point mort depuis quelques années. L'Allemagne est le premier partenaire économique de la République de Turquie en Europe.
La Turquie est un pays semi-industriel où l'agriculture occupe encore une place importante dans le PIB. La valeur ajoutée de l'industrie représente 26,6 % du PIB, contre 63,7 % pour les services et 9,6 % pour l'agriculture. En 2024, l’inflation est à 67%.
Le secteur automobile représente la première activité exportatrice du pays. Il emploie environ 500 000 personnes et regroupe plus de 1 000 entreprises.
La Turquie est classée en 37e position pour l'indice mondial de l'innovation en 2022. L'économie turque est une économie ouverte. Les échanges extérieurs représentent 48 % du PIB contre 22 % au Brésil et 88 % en Allemagne. L’Union européenne est le premier partenaire commercial du pays. Le commerce extérieur du pays est largement déficitaire et de manière chronique, ce qui conduit à une balance des paiements courants structurellement déficitaire et à un endettement extérieur croissant.
La place de l'économie informelle est importante et tendrait à croitre. En 2015, une étude de l'OCDE indique que la part des activités productrices de biens et services échappant au contrôle de l’État dépasse les 28 % du PIB.[réf. nécessaire] Travail sans contrat, évasion fiscale, corruption et trafics illégaux de biens sont en hausse.[réf. nécessaire] La guerre en Syrie a provoqué l'immigration en Turquie de millions de réfugiés syriens, qui forment une main d’œuvre exposée à l'exploitation ; beaucoup de ces travailleurs ne sont pas déclarés par leurs employeurs et sont très peu rémunérés. Près de quatre millions de Syriens ont affluer vers la Turquie.
Les intérêts économiques de la Turquie restent étroitement liés à l’Union Européenne et aux États-Unis, surtout depuis l’offensive de 2019 en Syrie.
L’Azerbaïdjan exporte du pétrole vers la Turquie, principalement via l’oléoduc Bakou-Tbilissi-Ceyhan (BTC). Cet oléoduc transporte le pétrole brut azerbaïdjanais vers le port turc de Ceyhan, facilitant ainsi les exportations vers d’autres marchés. En 2021, la Turquie a importé environ 18,5 millions de barils de pétrole via le BTC, bien que la part spécifique de l’Azerbaïdjan ne soit pas détaillée de façon générale.
La livre turque a perdu 30 % de sa valeur en 2018 et le taux de chômage a atteint 14,7 % en 2019. Cependant il est de 9,1% depuis janvier 2024. L’inflation en Turquie était supérieure à 30 % pour les produits alimentaires en 2019. L’inflation sur douze mois a atteint un nouveau pic en mai avec 75,45 % (publié le 03/06/2024). La Turquie est aussi confrontée à l'émigration d'une partie de sa jeunesse éduquée en conséquence de la crise économique et de la répression politique. Le nombre de départs est en forte augmentation avec 113 326 départs en 2017, soit 63 % de plus par rapport à l’année précédente.
À partir du 1ᵉʳ janvier 2025, le gouvernement turc établit à 22 104 livres turques (environ 630 USD) le salaire minimum en Turquie en réaction à l’inflation qui limite le pouvoir d'achat.

## Histoire
En 2001, d'importantes réformes économiques ont été mises en place :
- autonomie de la banque centrale ;
- recapitalisation des deux plus grandes banques publiques et de certaines banques privées ;
- saisie ou fermeture de banques insolvables ;
- restructuration des principaux établissements.

Ces réformes ont permis le rétablissement du secteur bancaire et financier de la Turquie.
La stabilité politique (majorité parlementaire AKP depuis 2002), le début des négociations d'adhésion avec l'Union européenne, la mise en circulation d'une nouvelle monnaie et la maîtrise des dépenses publiques ont amélioré la confiance des agents économiques envers les autorités politiques et monétaires du pays et ont contribué à la stabilisation du niveau général des prix et au renforcement du secteur financier.
Dans le domaine économique, le gouvernement de Recep Tayyip Erdoğan a essuyé de vives critiques des milieux d'affaires, notamment celles de la puissante association laïque Tüsiad, qui représente les grandes entreprises turques.
Le ministre de l'Économie, Ali Babacan affirmait que le programme économique de l'accord avec le FMI serait mené à son terme, mais en rappelant que certains volets seraient repoussés pour mieux combattre l'inflation et la corruption, réformer le système des impôts, et attirer les capitaux étrangers (en particulier européens).
En 2004, la Turquie avait la croissance la plus rapide de l'OCDE. Le taux d'inflation avait fortement reculé et était revenu à un taux annuel à un seul chiffre en 2005, pour la première fois en trente ans.
Un nouveau cadre institutionnel pour les politiques monétaire et budgétaire a été mis en place, de même pour les marchés des produits, du travail et des capitaux, les secteurs d’infrastructure et des aides agricoles.
Les années 2000 ont été marquées par la libéralisation de l'économie et la diminution du nombre de fonctionnaires.
L'AKP a aussi mis de côté les grandes entreprises turques (Sabancı, Koç, Çukurova, Anadolu, Profilo, etc.) qui tiraient jusqu’à présent l’économie du pays. Ce sont les « tigres anatoliens » qui ont pris leur place. Ils sont représentés par les hommes d’affaires et industriels indépendants (Müsiad (en)). Un lobby patronale qui réunit 3 000 membres dans 10 000 entreprises. Grâce à leur petite taille, ces petites entreprises ont su s'adapter à la crise économique de 2001, contrairement aux grands groupes qui ont dû entreprendre une restructuration douloureuse. Ces patrons étant originaire majoritairement du « polygone réunissant les villes d’Adana, Konya, Kayseri, Gaziantep et Karaman ».
L’AKP a fortement amplifié la politique entreprise par les précédents gouvernements, en mettant fin au protectionnisme d'État et en libéralisant les échanges commerciaux, en abaissant les droits de douane, et en supprimant les quotas sur les importations.
D'après le sénateur Hubert Haenel : « La faiblesse la plus importante de l'économie turque est l’absence d’investissements directs étrangers […]. Les investisseurs sur le long terme sont hésitants en raison de l’instabilité des années passées, du souvenir de la surinflation mais aussi des pesanteurs de l’appareil bureaucratique, qui s’accompagne fréquemment de la persistance de la tradition du bakchich. C’est un obstacle pour le programme important de privatisations qui a besoin d’investisseurs étrangers industriels. »
La politique économique du gouvernement est accusée de faire une large part au clientélisme : ainsi, après chaque succès électoral, les hommes d'affaires proches du pouvoir se voient attribuer les plus importants contrats avec l'État. La gauche et la droite nationaliste dénoncent cette situation en faisant valoir notamment le recul des droits syndicaux des ouvriers, mais surtout la mainmise de plus en plus importante des entreprises étrangères sur l'économie turque.
Depuis le début des années 1990, la Turquie a renforcé son ouverture économique en signant une série d'accords de libre échange. Ce faisant, elle a ouvert de nouveaux débouchés à ses entreprises exportatrices et favorisé leur approvisionnement en matières premières.
La vitalité de l'économie turque s'expliquait par :

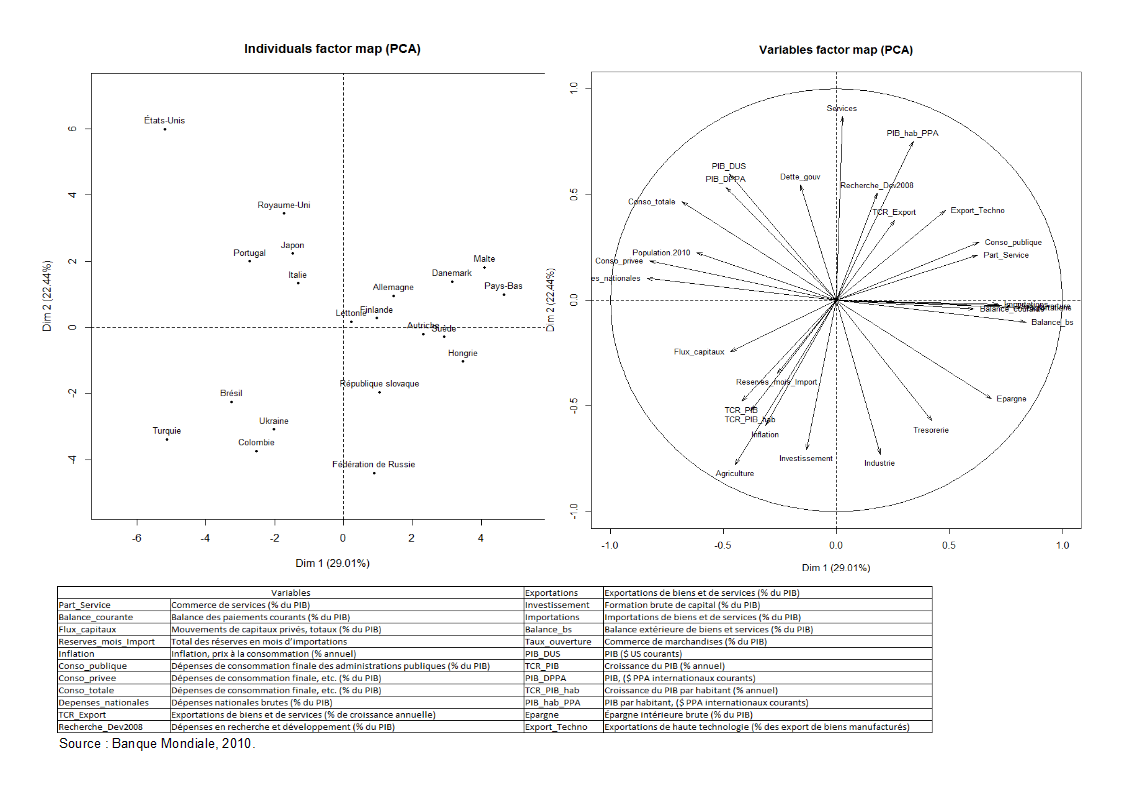
Synthese de l'économie turque en 2010. Analyse en composantes principales. Données : Banque mondiale.

- une consommation privée soutenue par un pouvoir d'achat en hausse ;
- des investissements élevés, qui représentaient une part importante du PIB en 2010 (20 %[13] contre 17,3 % en Allemagne)

La Turquie, après de bons chiffres jusqu'en 2011 (+ 8,5 % en 2011 et + 9,1 % en 2010) a connu un net infléchissement de son taux de croissance (+ 2,9 % en 2014).
Le gouvernement s'est efforcé d'augmenter son volume d'exportations, ce qui nécessitait :
- d'augmenter ses efforts en matière de recherche et développement (0,73 % du PIB[13] en Turquie contre 2,68 % pour l'Allemagne)
- d'exporter des produits à forte valeur ajoutée pour retrouver un équilibre de sa balance commerciale (les exportations de produits de haute technicité représentent 1,93 %[13] des exportations de biens manufacturés en Turquie contre 11,2 % pour le Brésil et 15,2 % pour l'Allemagne).

La consommation privée soutenue, le taux d'investissements élevé et le déficit de la balance commerciale ont conduit le pays à recourir aux flux de capitaux étrangers (IDE et investissements de portefeuille). Le taux d'épargne (14,5 % du PIB) bien que supérieur à celui du Royaume-Uni (12,9 %) ou des États-Unis (11,6 %) ne suffisait pas à apporter les sommes nécessaires au développement économique du pays. La vigueur de l'économie turque en 2010 s'est accompagnée de tensions inflationnistes (+8,7 %).
En 2010, les finances publiques étaient maîtrisées. La Turquie avait remboursé la totalité de sa dette auprès du FMI en avril 2013 :
- la dette du gouvernement se montait à 50,7 % du PIB[13] contre 117 % pour l'Italie et 56 % pour l'Allemagne ;
- le déficit budgétaire représentait -2,25 % du PIB[13] contre -3,14 % en Allemagne.

Le risque pays se rapprochait des pays européens. Toutefois, l'épargne turque est insuffisante et le pays, dépendant des capitaux étrangers, a vu son endettement privé extérieur fortement augmenter, augmentant le risque de change. Entre 2000 et 2010, la dette extérieure de la Turquie a été multipliée par 3 et a atteint les 294 milliards de $US.
En 2010, la Turquie était la 15e puissance économique mondiale relativement au PIB, mais pour ce qui est de l'indice de développement humain, le classement était moins favorable et montrait que la Turquie devait intensifier ses investissements dans l'éducation, la recherche et la santé et mener des politiques moins inégalitaires[réf. nécessaire]. En 2011, l'IDH de la Turquie se montait à 0,762. Au niveau mondial, la Turquie était classée 75e. En 2023 elle est classée 45ème.
L'éclatement de scandales de corruption en 2013, la tournure autoritaire du pouvoir politique et la fin du processus de paix avec le PKK en 2015 ont augmenté les lacunes en matière de transparence, d'indépendance de la justice et de stabilité. Ces carences apparaissent comme des freins au bon développement économique du pays et à l'attrait de capitaux étrangers. Les responsables d'entreprises qui s'opposent politiquement au gouvernement sont systématiquement sanctionnés. Ainsi les holdings Koç et İpek Koza sont punies la première pour son soutien aux manifestants de Gezi et la deuxième pour l'opposition politique de sa branche média. Les moyens utilisés par le gouvernement vont de l'annonce d'amendes fiscales records à la mise sous tutelle des entreprises sans décision de justice,.
- en matière d'indépendance de la justice, la Turquie était classée 88e sur 142 en 2012[29],
- en matière d'indépendance de la presse, la Turquie était classée 148e sur 179 en 2012[29],
- en matière de corruption la Turquie était classée 64e sur 175 en 2014[29].

La fin du processus de paix avec le PKK est à l'origine de nombreux accrochages entre l'armée et la guérilla, aussi bien à l'est du pays que dans les grandes métropoles turques. Ces évènements créent un climat de violence qui n'est pas propice aux affaires. Les tensions institutionnelles, judiciaires et politiques canalisent l'énergie du pays vers l’appareil sécuritaire. Le recul de la démocratie turque fragilise la paix sociale, polarise la population selon des critères politiques, ethniques et religieux, et bride le potentiel de l'économie turque.
En mai 2018, la livre turque a connu une chute importante qui faisait suite à la perte d'un tiers de sa valeur en un an. Un décrochage qui s'expliquait par le déficit extérieur chronique du pays, déficit aggravé par le surendettement des années 2010, les Turcs ayant emprunté en devises étrangères à court terme à taux d'intérêt proche de 0 %. Caractéristique du manque de confiance des Turcs dans leur propre monnaie : 60 % de leur épargne serait libellée en devises étrangères.

## Secteur primaire

### L'agriculture

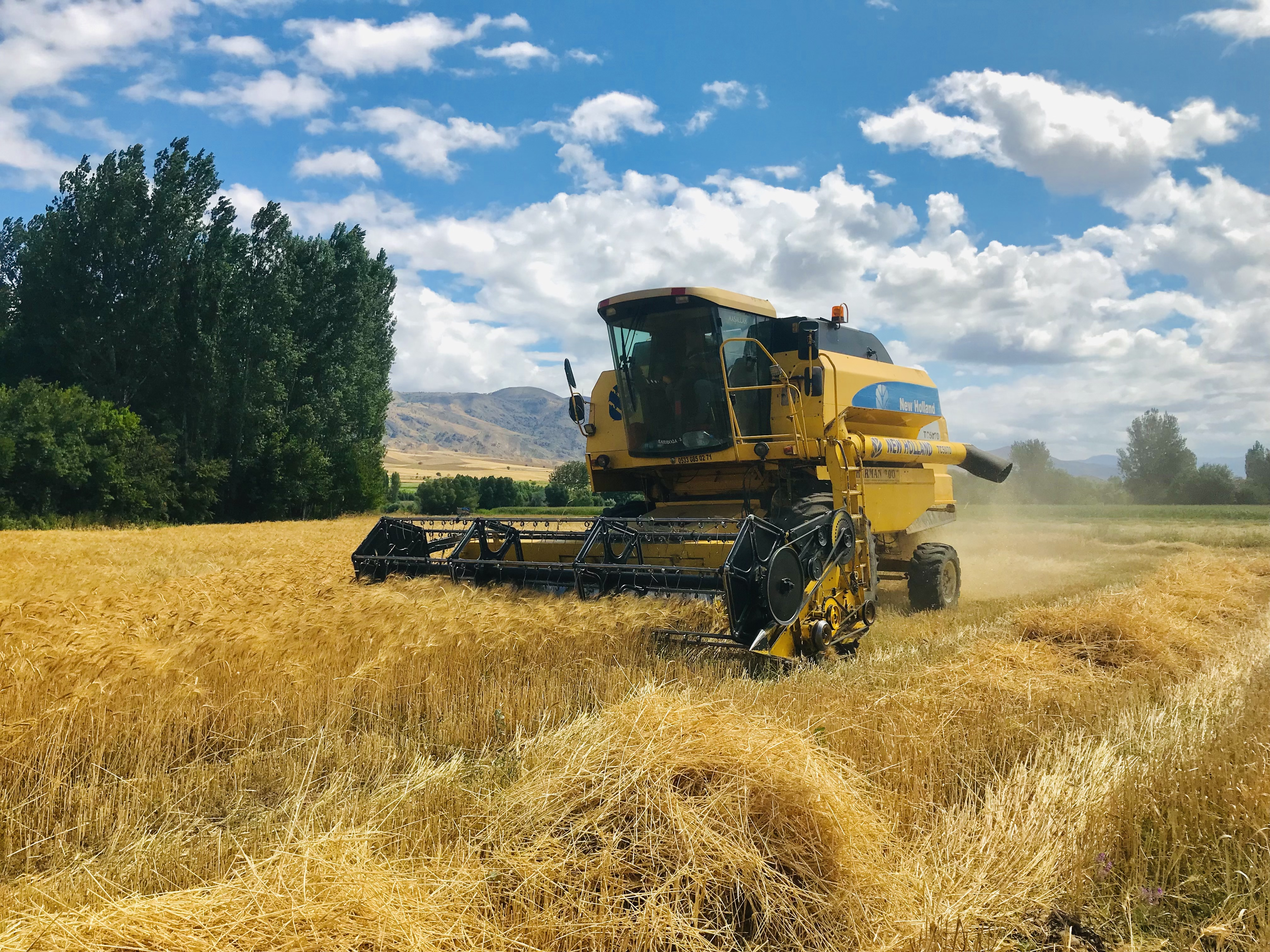
Récolte de blé à Sivas.

En 2009, la Turquie est caractérisée par :
- une population plus rurale que celle de l'Europe : en Turquie la population rurale représente 30,2 %[31] de la population totale du pays contre 26,5 % dans l'Union européenne. La population turque est de moins en moins rurale : en une décennie, la part de la population en milieu rural a diminué de 5,5 %
- une agriculture qui occupe une place importante dans l'économie du pays :
  - en Turquie, l'agriculture est à l'origine de 22,9 %[31] du total des emplois contre 5,1 % pour l'Union européenne et 29,1 % en Roumanie. En une décennie, la part des emplois agricoles dans l'ensemble des emplois a chuté de 18,5 %
  - la valeur ajoutée de l'agriculture représente 9,34 %[31] du PIB contre 1,5 % en Europe
- l'agriculture occupe la moitié de la surface du pays : 389 000 km2[31] de terres agricoles soit 50,5 % de la surface totale du pays contre 45,1 % dans l'Union européenne. Comme pour l'Europe, la part des terres agricoles connaît une tendance à la baisse. Pour ce qui est des terres agricoles, la Turquie se situe devant la France (293 000 km2) et l'Espagne (277 000 km2)
- 21,3 millions[31] d'hectares de terres arables soit, comme la France, 0,3 hectare de terres arables par personne contre 0,2 hectare dans l'Union européenne. Pour ce qui est des terres arables, La Turquie se situe devant la France (18,3 millions d'hectares) et l'Espagne (12,3 millions d'hectares)
- les terres arables représentent 27,7 %[31] du territoire national contre 26 % dans l'Union européenne et 33,5 % en France
- 11,9[31] millions d'hectares sont consacrés à la production céréalière. En comparaison avec l'Europe, la Turquie , pour ce qui concerne les terres consacrées à la production céréalière se place devant la France (9,3 millions d'hectares) et la Pologne (8,6 millions d'hectares). Les terres consacrées à la production céréalière représentent 55 % des terres arables en Turquie contre 51 % en France et 68 % en Pologne
- 3,8 %[31] du territoire national est utilisé en permanence contre 2,9 % dans l'Union européenne, 1,9 % en France et 9,5 % en Espagne
- une agriculture « plus naturelle » que la moyenne européenne : 96,5[31] kilogrammes d'engrais sont consommés par hectare de terres arables en Turquie, contre 130,6 kg pour l'Union européenne et 148,3 kg pour la France
- 593 mm[31] par an de hauteur moyenne des précipitations en Turquie contre 867 mm en France et 636 en Espagne
- une agriculture deux fois moins productive que celle de l'Europe : le rendement des céréales se monte à 2 808 kg[31] par hectare en Turquie contre 5 047 kg dans l'Union européenne et 7 456 kg en France
- l'agriculture turque est l'avant-dernière d'Europe sur le plan de la valeur ajoutée. La valeur ajoutée à l’agriculture par travailleur est de 3 635 $[31] (dollars US constants de 2000) en Turquie contre 17 550 $ en Europe, 57 973 $ en France et 2 964 $ en Pologne
- 98 %[31] de la population rurale a accès à une source d’eau améliorée en milieu rural (99,7 % dans l'Union européenne)
- rapporté à l'ensemble de ses importations, la Turquie est le deuxième plus gros importateur de produits agricoles en Europe. Les importations de matériaux agricoles bruts représentent 2,4 %[31] des importations de marchandises du pays, soit la plus forte valeur d'Europe derrière la Slovénie (2,8 %). En moyenne les importations de matériaux agricoles bruts représentent 1,3 % des importations de marchandises dans l'Union européenne
- rapporté à l'ensemble de ses exportations, la Turquie est le plus petit exportateur de produits agricoles en Europe. Les exportations de matériaux agricoles bruts représentent 0,4 %[31] des exportations de marchandises de la Turquie, soit la plus faible valeur de l'Europe. En moyenne les exportations de matériaux agricoles bruts représentent 1,3 % des exportations de marchandises de l'Union européenne.

En 2000, l'agriculture turque est moins mécanisée que l'agriculture européenne :
- 941 835[31] machinerie agricole et tracteurs contre 1 306 700 en Pologne, 1 264 000 en France et 1 643 613 en Italie
- 395[31] machinerie agricole et tracteurs par 100 km2 de terres arables en Turquie contre 934 en Pologne, 685 en France et 1 938 en Italie

En 2010 la Turquie avec 113 340 km2 de surface forestière est la 5e plus grande forêt d'Europe derrière la Suède (282 000 km2) et la France (159 000 km2). Toutefois, en ce qui concerne la part des forêts dans la superficie totale, le tableau est moins rose : la Turquie consacre seulement 14,7 % de sa superficie aux forêts contre 29 % pour la France, 32 % pour l'Allemagne et 36 % pour l'Espagne. Entre 2000 et 2010, la forêt turque est celle qui s'agrandit le plus en Europe (+12 % de surface forestière). La Turquie, à travers l'association TEMA vakfi est particulièrement dynamique en matière de reboisement[réf. nécessaire].
En 2008, en Turquie les terres agricoles irriguées représentent 13,3 % du total des terres agricoles contre 11,9 % pour l'Espagne et 17,3 % pour la Grèce.
En 2018, la Turquie est :
- le 10e producteur mondial de blé (20 millions de tonnes);
- le 5e producteur mondial de betterave sucrière (18,9 millions de tonnes), qui sert à produire du sucre et de l'éthanol;
- le 4e producteur mondial de tomates (12,1 millions de tonnes);
- le 8e producteur mondial de orge (7 millions de tonnes);
- le 20e producteur mondial de pomme de terre (4,5 millions de tonnes);
- le 3e producteur mondial de pastèque (4 millions de tonnes), juste derrière la Chine et l'Iran;
- le 6e producteur mondial de raisin (3,9 millions de tonnes);
- le 4e producteur mondial de pomme (3,6 millions de tonnes), juste derrière la Chine, les États-Unis et la Pologne;
- le 6e producteur mondial de coton (2,5 millions de tonnes);
- le 7e producteur mondial de tournesol (1,9 million de tonnes);
- le 7e producteur mondial de oignon (1,9 million de tonnes);
- le 9e producteur mondial d'orange (1,9 million de tonnes);
- le 2e producteur mondial de melon (1,7 million de tonnes), juste derrière la Chine;
- le 4e producteur mondial d'olives (1,5 million de tonnes), juste derrière l'Espagne, l'Italie et le Maroc;
- le 6e producteur mondial de citron (1,1 million de tonnes);
- le 5e producteur mondial de pêches (789 000 tonnes);
- le plus grand producteur mondial d'abricot (750 000 tonnes);
- le 5e producteur mondial de poire (519 000 tonnes);
- le 5e producteur mondial de fraise (440 000 tonnes);
- le 9e producteur mondial de seigle (320 000 tonnes);
- le plus grand producteur mondial de figue (306 000 tonnes);
- le 6e producteur mondial de prune (296 000 tonnes);
- le 5e producteur mondial de thé (270 000 tonnes);
- le 3e producteur mondial de pistache (240 000 tonnes), perdant uniquement face à l'Iran et aux États-Unis;
- le 4e producteur mondial de noix (215 000 tonnes);
- le plus grand producteur mondial de coing (176 000 tonnes);
- Elle a produit 5,7 millions de tonnes de maïs;
- et 940 000 tonnes de riz;

En plus de petites productions d'autres produits agricoles.

## Secteur secondaire

### L'industrie

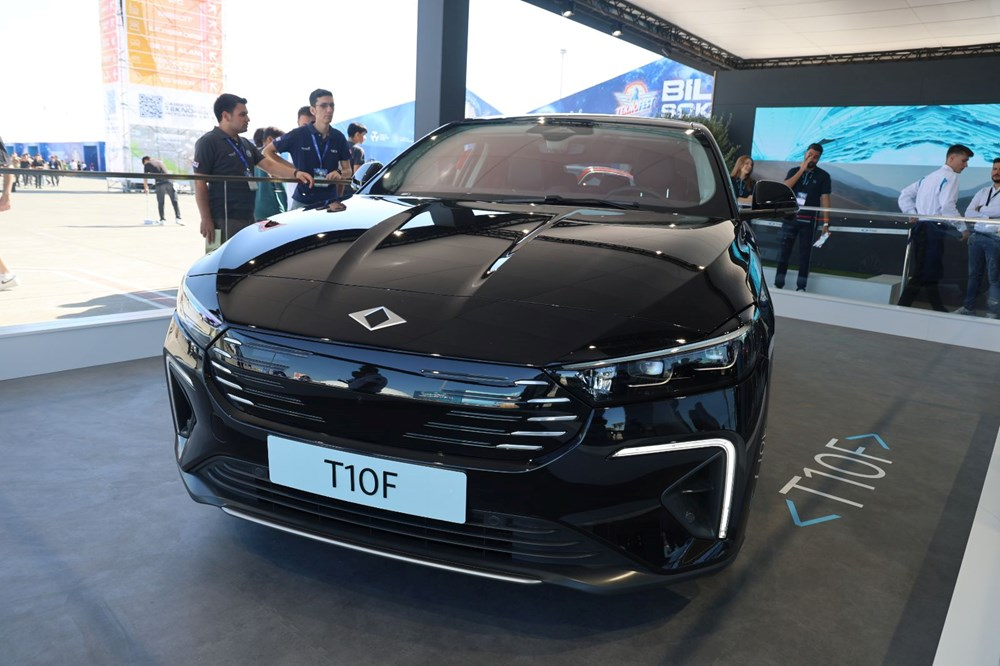
Un véhicule électrique T10F, modèle succédant au T10X en Turquie.

L'industrie turque est développée (16e mondial pour ce qui est de la production industrielle en 2012) mais mal répartie à travers le territoire, 22,8 % de la population active vit de l'industrie qui reste concentrée dans les grandes villes turques. L'industrie du textile est l'une des plus actives (soie, coton et laine), avec la filature et le tissage du coton dans des régions comme la Cilicie ou l'Égée. La force de l'industrie turque est qu'elle est aux normes européennes et s'adapte rapidement aux innovations technologiques, sa faiblesse est qu'elle crée peu de licences, les investissements pour la recherche et développement (R&D) sont encore faibles comparés à l'Europe, la Turquie produit essentiellement sous licence, d'où des valeurs ajoutées plus faibles que dans la zone de l'union européenne. La sidérurgie s'est beaucoup développée en Turquie, alimentant l'industrie automobile et l'industrie ferroviaire grandissante, c'est un secteur fortement exportateur. Les raffineries de pétrole, la chimie lourde et les fabrications d'engrais et de matières plastiques sont également des secteurs en pleine expansion. Il y a également la marque Arçelik qui a une grande influence dans l’économie.
La start-up turque Getir, également propriétaire des marques Gorillas et Frichti, a officialisé son départ du marché français le 31 juillet 2023.

Marques turques comme Beko et Vestel sont parmi les plus grands producteurs d'électronique grand public et l'électroménager en Europe.

Des sociétés comme Beko ou Vestel sont des acteurs majeurs en Europe dans les secteurs de l'électronique grand public, elles produisent notamment des téléviseurs et de l'électroménager ; fortement exportatrices, elles commencent à s'attaquer au marché des autres continents. La Turquie est également classée au troisième rang mondial dans le secteur de la construction navale.
Istanbul et la région de Marmara abritent le quart des emplois industriels du pays.
La Turquie du fait de sa position stratégique est un couloir énergétique important depuis quelques années. Le pays tire profit de plusieurs oléoducs pétroliers traversant son territoire pour alimenter les marchés européens, comme celui de l'Oléoduc Bakou-Tbilissi-Ceyhan qui achemine le pétrole de la mer Caspienne vers l'Europe, d'autres projets d'oléoducs, notamment russe, sont à l'étude et comportent parfois des tensions entre les différents acteurs géopolitiques. La Turquie est un pays stable et sûr pour le transport énergétique dans un environnement géostratégique tendu (Caucase, Iran, tensions diplomatico-économiques entre la Russie et l'Ukraine…).

### Automobile
L’automobile est un des piliers de l'économie turque. Le secteur automobile de l’entreprise  représente la première activité exportatrice du pays.
Il emploie environ 500 000 personnes et regroupe plus de 1 000 entreprises. La capacité de production est de 1 million d'unités dont 700 000 pour les voitures particulières.
Le secteur est concentré dans la région de Marmara : Bursa (Renault et Fiat), Istanbul, Kocaeli (Ford et Hyundai), Gebze (Honda), Adapazarı (Toyota), Gemlik (Togg).
C'est avec l'entrée du pays dans l'Union douanière avec l'UE en janvier 1996 que l'industrie automobile turque a connu une mutation rapide avant de devenir progressivement un centre de production à vocation mondiale.
La marque TOGG a produit plus de 15 000 T10X sur le territoire national, l’objectif de l’entreprise est d’exporter ses véhicules sur le marché européen dans les années à venir. L'usine automobile Togg a été construite à Bursa, l'un des centres de production automobile les plus importants de Turquie. L'usine est située dans la rue Atatürk dans le quartier Gemlik de Bursa.
La vallée informatique Togg, qui soutient l'usine et la production, est située à Kocaeli Gebze, tandis que le centre de technologie avancée est situé à Ankara (Çankaya).
En 2023, Togg a vendu 19 583 T10X sur le marché national. En 2024, elle a vendu 30 093 T10X, une hausse de +10 000 ventes. Au total, +40 000 véhicules sont sur les routes depuis le début de la production.
La Turquie est le seul pays du Proche-Orient à produire son propre véhicule électrique localement (T10X), depuis la fameuse Devrim et l’Anadol. La marque Togg devrait s’implanter en Europe à partir de 2025 selon plusieurs sources.

### Industrie militaire

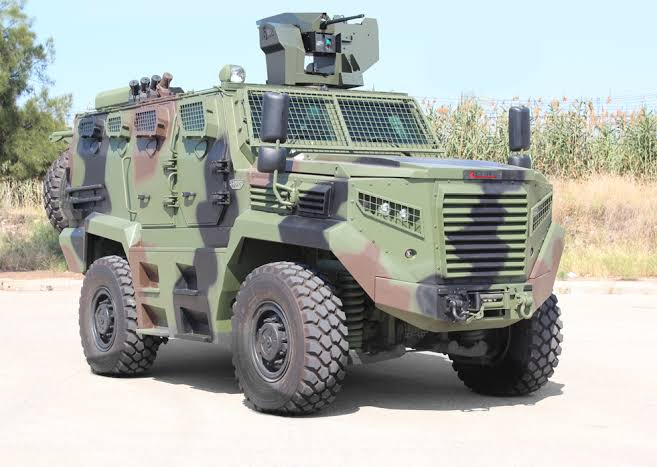
Véhicules blindé Katmerciler Hızır de transport de troupes MRAP conçus et produits par la société turque Katmerciler.

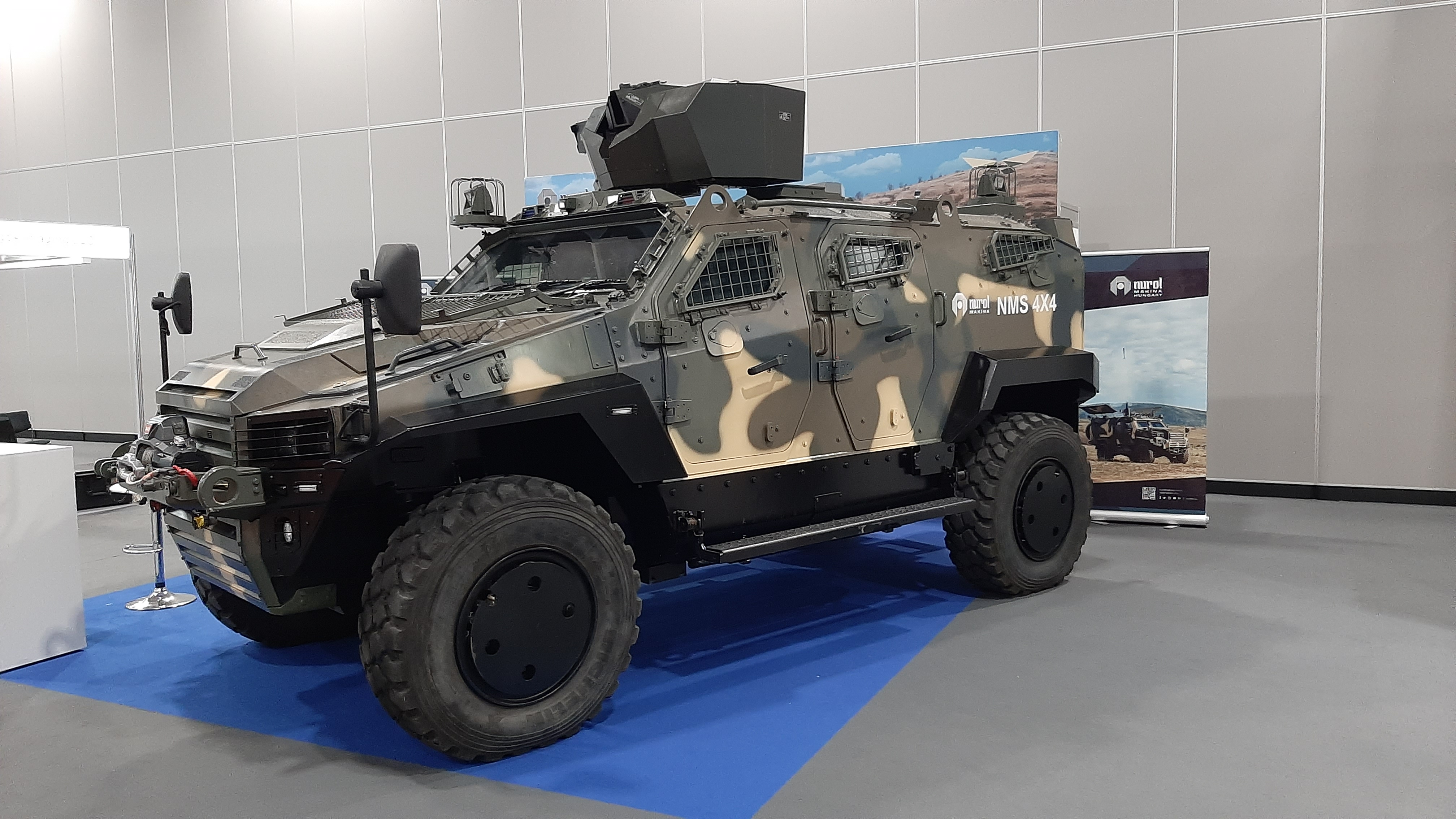
NMS 4x4 Yörük, fabriqué en Turquie, exporté au Qatar et en Estonie.

L'industrie de la défense nationale turque est l'ensemble des activités humaines tournées vers la production militaire pour l'État Turc.
Le matériel militaire de la Turquie comprend un large éventail d'armes, des véhicules blindés, des drones de combat, des missiles et des fusils d’assaut. Plusieurs de ces produits sont exportés.
L'industrie militaire turque est née après l’invasion de Chypre, après un développement moindre dans les années 1980, depuis la fin des années 1990, l'industrie a pris un élan dans la conception et dans la recherche et développement.
Aujourd’hui, l’industrie militaire turque a plusieurs projets ambitieux, par exemple : le char de combat Altay pour l’Armée de terre turque, l’Avion de combat TF Kaan pour l’Armée de l’air turque et le projet MUGEM pour la Marine turque qui devrait renforcer d'avantage l’armée turque.
| Rang | Pays                | 2021 |
| ---- | ------------------- | ---- |
| 1    | Azerbaïdjan         | 202  |
| 2    | Qatar               | 180  |
| 3    | Émirats arabes unis | 161  |
| 4    | Maroc               | 159  |
| 5    | Ukraine             | 124  |
| 6    | Bangladesh          | 97   |
| 7    | Tunisie             | 63   |
| 8    | Turkménistan        | 37   |
| 9    | Kirghizistan        | 32   |
|      | Autres              | 538  |

### Énergie et mines
En 2010 :

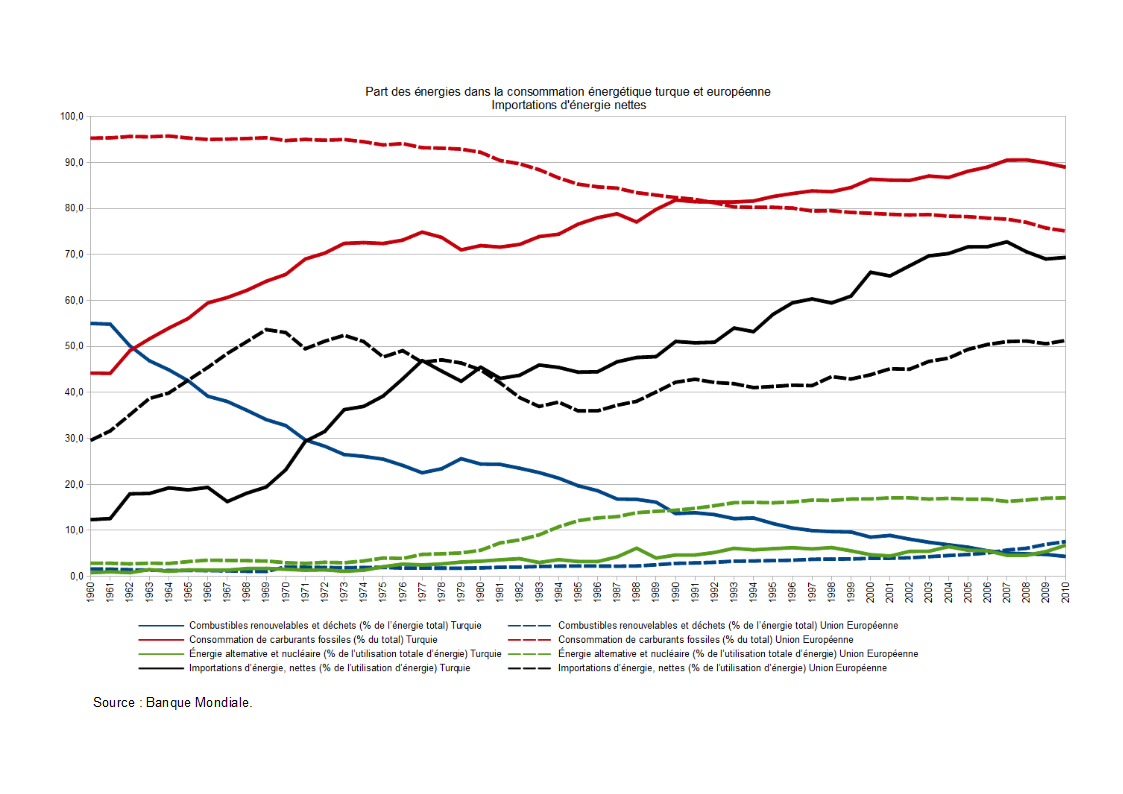
Part des énergies dans la consommation énergétique turque et européenne - Source : Banque Mondiale

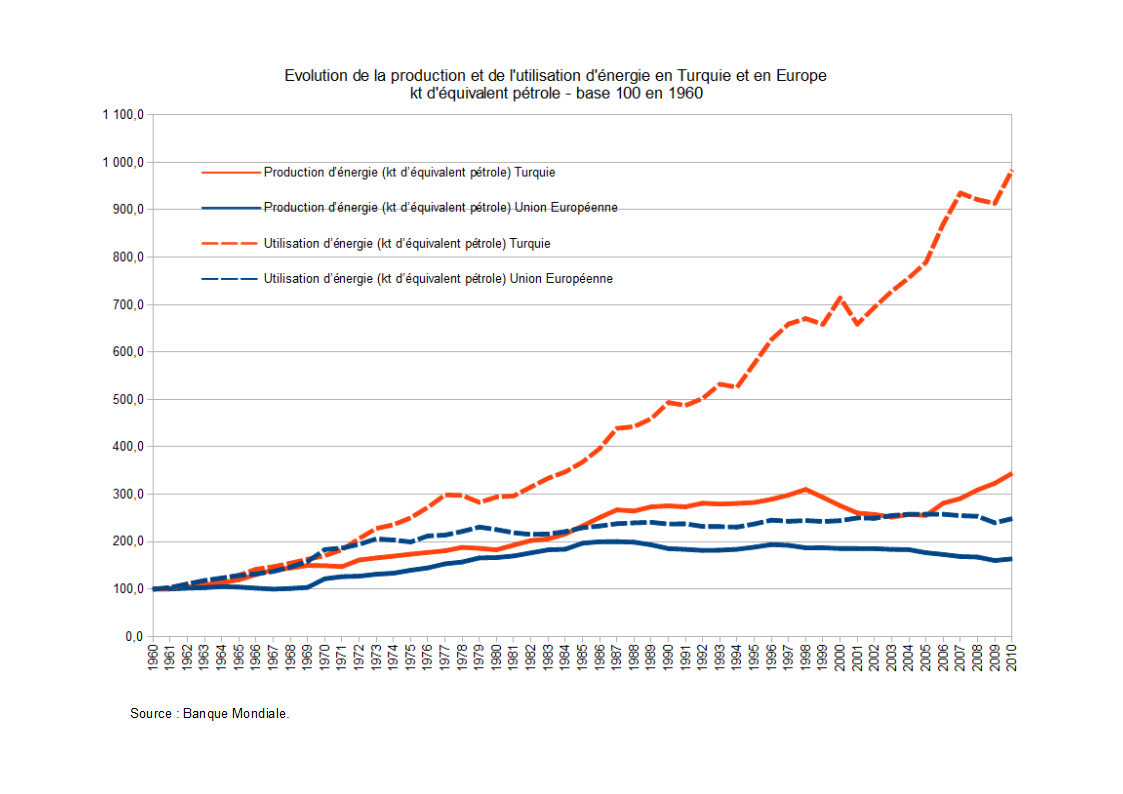
Évolution de la production et de l'utilisation d'énergie en Turquie et en Europe - Source : Banque Mondiale

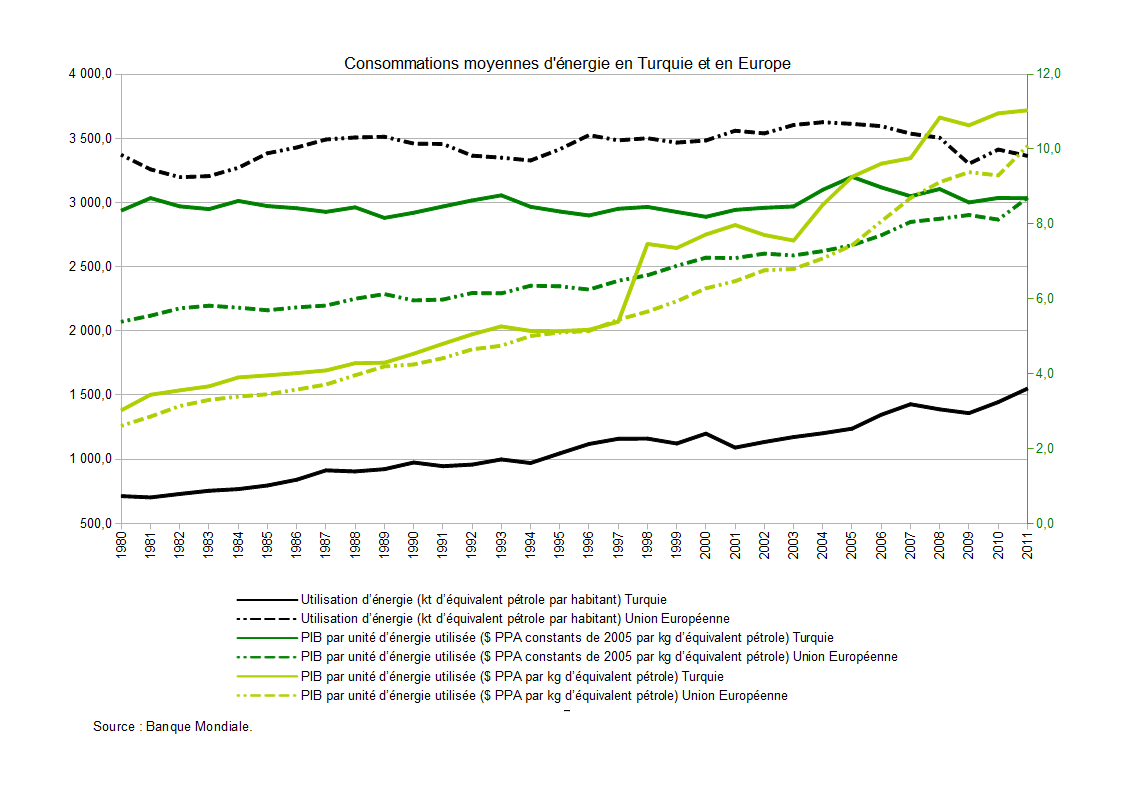
Consommations moyennes d'énergie en Turquie et en Europe - Source : Banque Mondiale

- La production d'énergie désigne les formes d'énergie primaire, soit le pétrole (pétrole brut, liquides du gaz naturel et pétrole de sources non conventionnelles), le gaz naturel, les autres combustibles solides (charbon, lignite et autres combustibles dérivés) et les combustibles renouvelables et dérivés des déchets, ainsi que l'électricité primaire, tous convertis en équivalent pétrole :
  - La production d’énergie de la Turquie est de 32 225 kt d’équivalent pétrole[42]. La Turquie est le huitième producteur d'énergie en Europe derrière le Royaume-Uni (148 765 kt d’équivalent pétrole), la France (135 569 kt d’équivalent pétrole) et l'Allemagne (131 349 kt d’équivalent pétrole)
  - L'utilisation d’énergie de la Turquie est de 105 133 kt d’équivalent pétrole[42], soit un déficit de -72 908 kt d’équivalent pétrole. La Turquie est le sixième consommateur d'énergie en Europe. En dix ans, l'utilisation d’énergie de la Turquie a augmenté de 38 % en Turquie contre 1,7 % dans l'Union Européenne.
- La Turquie comme l'Union Européenne sont des importateurs nets d'énergie. La Turquie est plus dépendante de l'extérieur que l'Union Européenne. En Turquie, les importations d’énergie, nettes représentent 69,3 %[42] de l’utilisation d’énergie contre 51,3 % dans l'Union Européenne, 48,3 % en France, 59,9 % en Allemagne et 82,5 % en Italie. La part des importations d'énergie augmente dans l'Union Européenne comme en Turquie. Ainsi, la dépendance énergétique de l'ancien continent vis-à-vis de l'extérieur augmente.
- Origines de l'énergie utilisée en Turquie :
  - Les combustibles fossiles comprennent le charbon, le pétrole, l'huile de roche et les produits du gaz naturel. Les combustibles fossiles représente 89 %[42] du total de l'énergie utilisée en Turquie contre 75,1 % dans l'Union Européenne, 78,1 % en Allemagne et 50 % en France. Alors que la tendance est à la baisse dans l'UE entre 2000 et 2010 (-3,9 %), la Turquie connaît une évolution opposée (+2,6 %).
  - Les combustibles renouvelables et les déchets comprennent la biomasse solide, la biomasse liquide, le biogaz, les déchets industriels et les déchets ménagers. Les combustibles renouvelables sont à l'origine de 4,3 %[42] du total de l'énergie utilisée en Turquie contre 7,6 % en Europe, 6 % en France, 7,5 % en Pologne et 9 % en Allemagne. En une décennie, la part des combustibles renouvelables augmente dans l'Union Européenne (+3,64 %) alors qu'en Turquie elle diminue (-4,2 %). La Turquie occupe le dixième rang européen pour ce qui est des combustibles renouvelables et déchets : 6 558 tonnes métriques d’équivalent pétrole contre 29 408 t en Allemagnes, 15 730 t en France et 8 737 t en Italie. Entre 2000 et 2010, les tonnages de combustibles renouvelables et déchets diminuent de -30 % en Turquie alors qu'ils augmentent en Allemagne (+274 %), en France (+45 %) et en Italie (+288 %).
  - L'énergie propre est une énergie non glucidique qui n'émet pas de dioxyde de carbone lorsqu'elle est produite. L'énergie propre regroupe entre autres l'hydroélectricité, l'énergie nucléaire, géothermale et solaire. L’énergie propre représente 6,8 %[42] de l’utilisation totale d’énergie en Turquie contre 0,4 % en Pologne, 17,1 % dans l'Union Européenne, 13,3 % en Allemagne et 45 % en France. Ces dix dernières années la part des énergies propres augmente de 2 % en Turquie, 8,3 % en Tchéquie et 6,1 % en Roumanie. À l'avenir, la part de l'énergie propre devrait augmenter en Turquie. Le pays investit dans l'hydroélectricité, l'éolien et lance un Programme nucléaire de la Turquie.
- Le PIB par unité d’énergie utilisée est de 11 $ PPA par kg d’équivalent pétrole[42] en Turquie, contre 9,3 $ PPA par kg d’équivalent pétrole dans l'Union Européenne, 6,1 $ PPA par kg d’équivalent pétrole en France et 12,7 $ PPA par kg d’équivalent pétrole en Irlande. Cet indicateur est sur une tendance à la hausse, aussi bien en Europe qu'en Turquie.
- La Turquie affiche les prix à la pompe les plus élevés d'Europe :
  - 2,5 $ US[42] par litre d’essence à la pompe en Turquie contre 1,7 $ US dans l'Union Européenne
  - 2 $ US[42] par litre de diesel à la pompe en Turquie contre 1,6 $ US dans l'Union Européenne
- La Turquie est relativement économe ou efficiente en matière d'utilisation d'énergie :
  - la Turquie utilise 115 kg[42] d’énergie équivalent pétrole pour 1 000 $ de PIB (PPA constants de 2005) contre 123 en Europe, 119 en Allemagne et 89 en Irlande
  - la Turquie utilise 1 445 kt[42] d’équivalent pétrole par habitant contre 3 412 en Europe, 4 003 en Allemagne et 4 030 en France

#### La production d'électricité

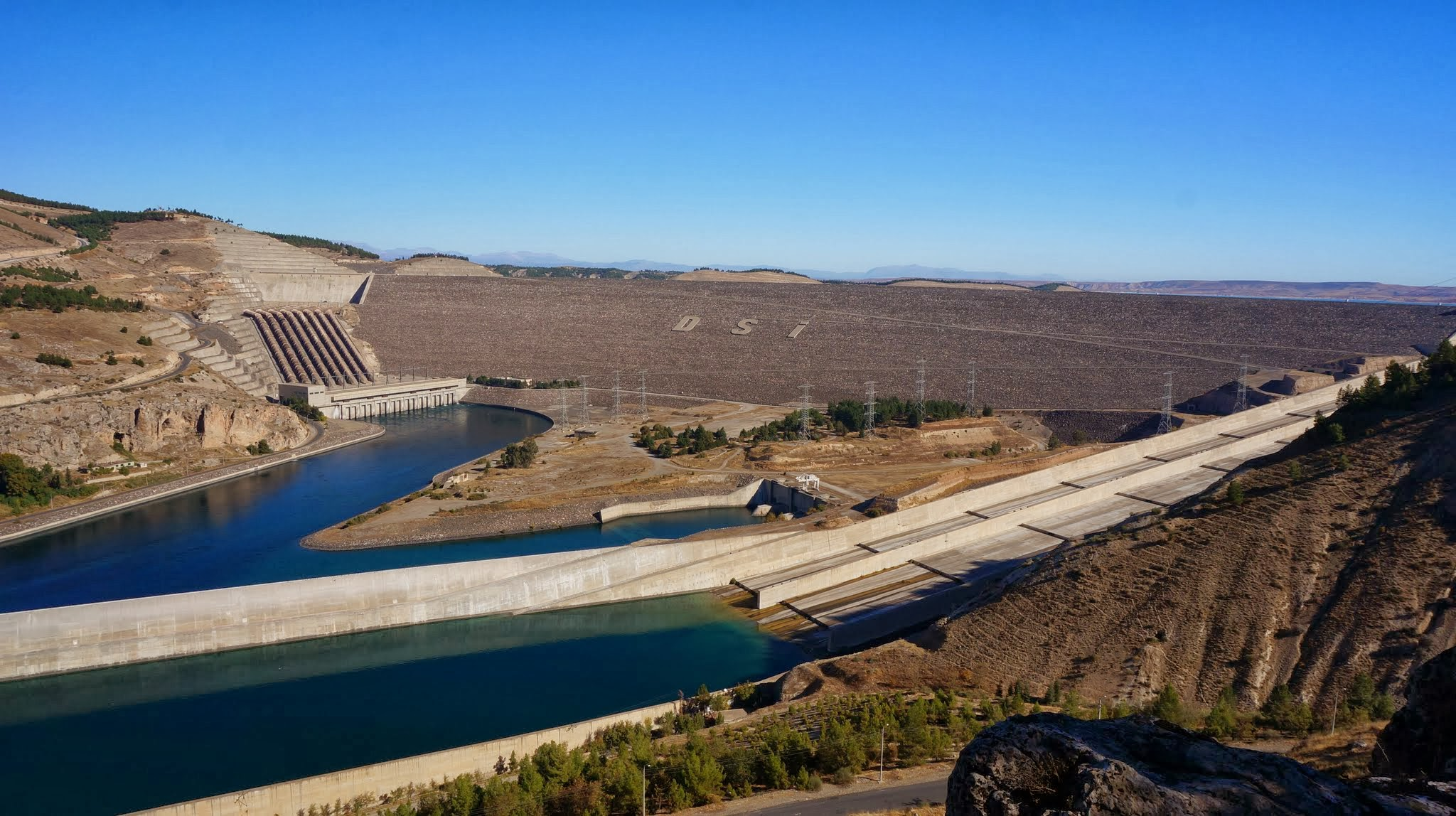
Le barrage Atatürk est la pièce centrale des 22 barrages prévus dans le projet d'Anatolie du Sud-Est du gouvernement turc (GAP)

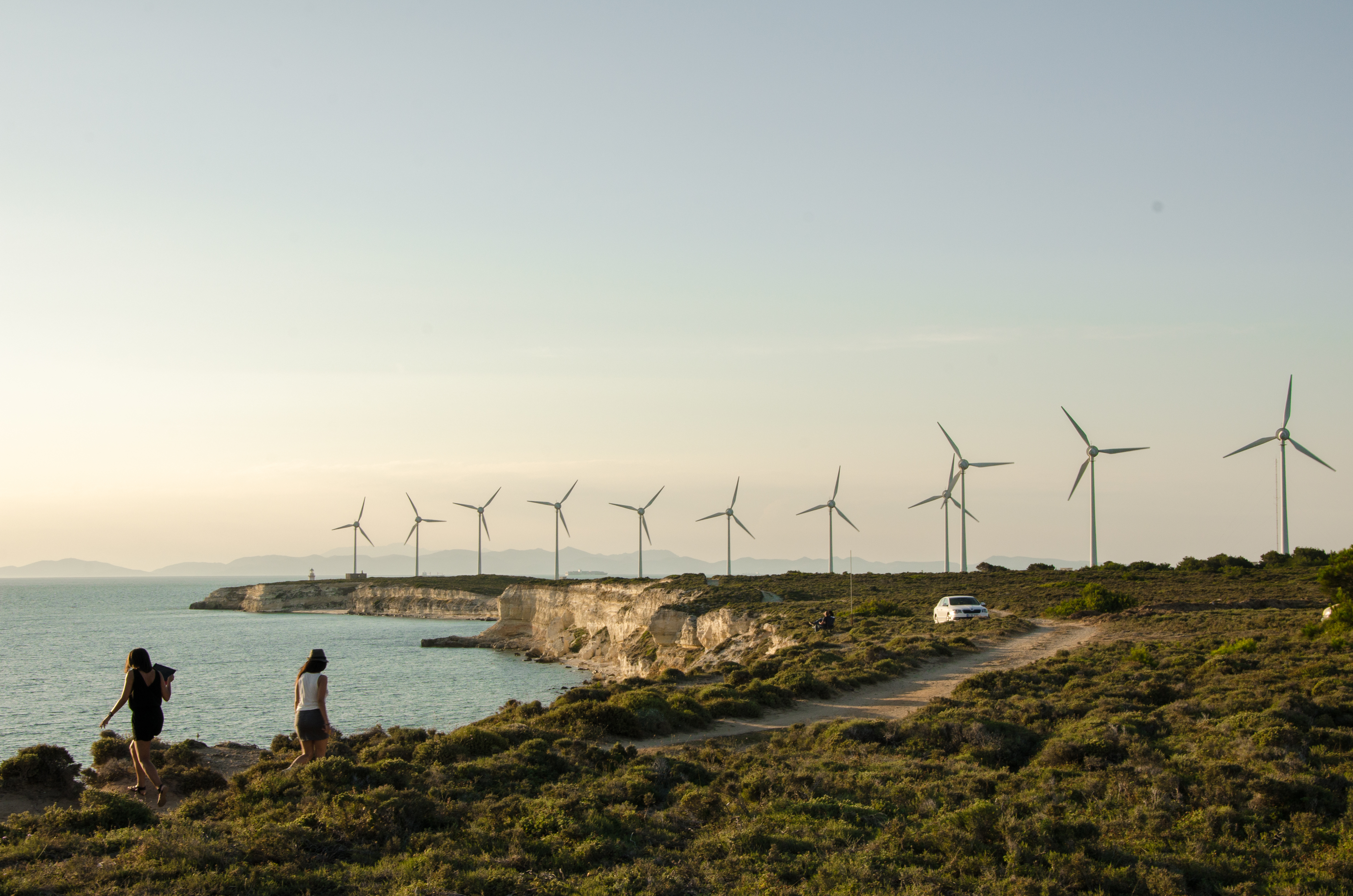
Parc éolien à Gökçeada

Le tableau ci-dessous présente la part du projet d'Anatolie du Sud-Est (GAP) dans la production hydroélectrique de la Turquie ainsi que dans la production d'énergie électrique globale.
| Année | Turquie                    | Turquie                          | Turquie                   | Production hydroélectrique du GAP (GWh) | Part du GAP | Part du GAP                                        |                                           |
| Année | Production thermique (GWh) | Production hydroélectrique (GWh) | Production éolienne (GWh) | Production hydroélectrique du GAP (GWh) | Total (GWh) | Part du GAP dans la production hydroélectrique (%) | Part du GAP dans la production totale (%) |
| 1995  | 52 548                     | 31 973                           |                           | 16 114                                  | 84 521      | 50                                                 | 19                                        |
| 2000  | 94 041                     | 30 881                           |                           | 12 100                                  | 124 922     | 39                                                 | 10                                        |
| 2005  | 121 900                    | 39 600                           | 60                        | 18 700                                  | 161 500     | 47                                                 | 11                                        |
| 2006  | 131 400                    | 44 200                           | 130                       | 21 400                                  | 175 200     | 48                                                 | 12                                        |

Le "GAP" est un projet de développement du Sud-Est anatolien d’un montant de 32 milliards de dollars. Il prévoit la construction de 22 grands barrages, 19 centrales électriques sur l’Euphrate et le Tigre et leurs affluents. Plus de 1,7 million d’hectares devraient être couverts par un système d’irrigation et la production électrique devrait s’élever à 27 milliards de kilowatts.
La Turquie projette de se doter de trois centrales nucléaires, pour une capacité cumulée de 5 000 mégawatts. La mise en service est prévue pour 2012. L'appel d'offre a été lancé en mars 2008.

## Secteur tertiaire

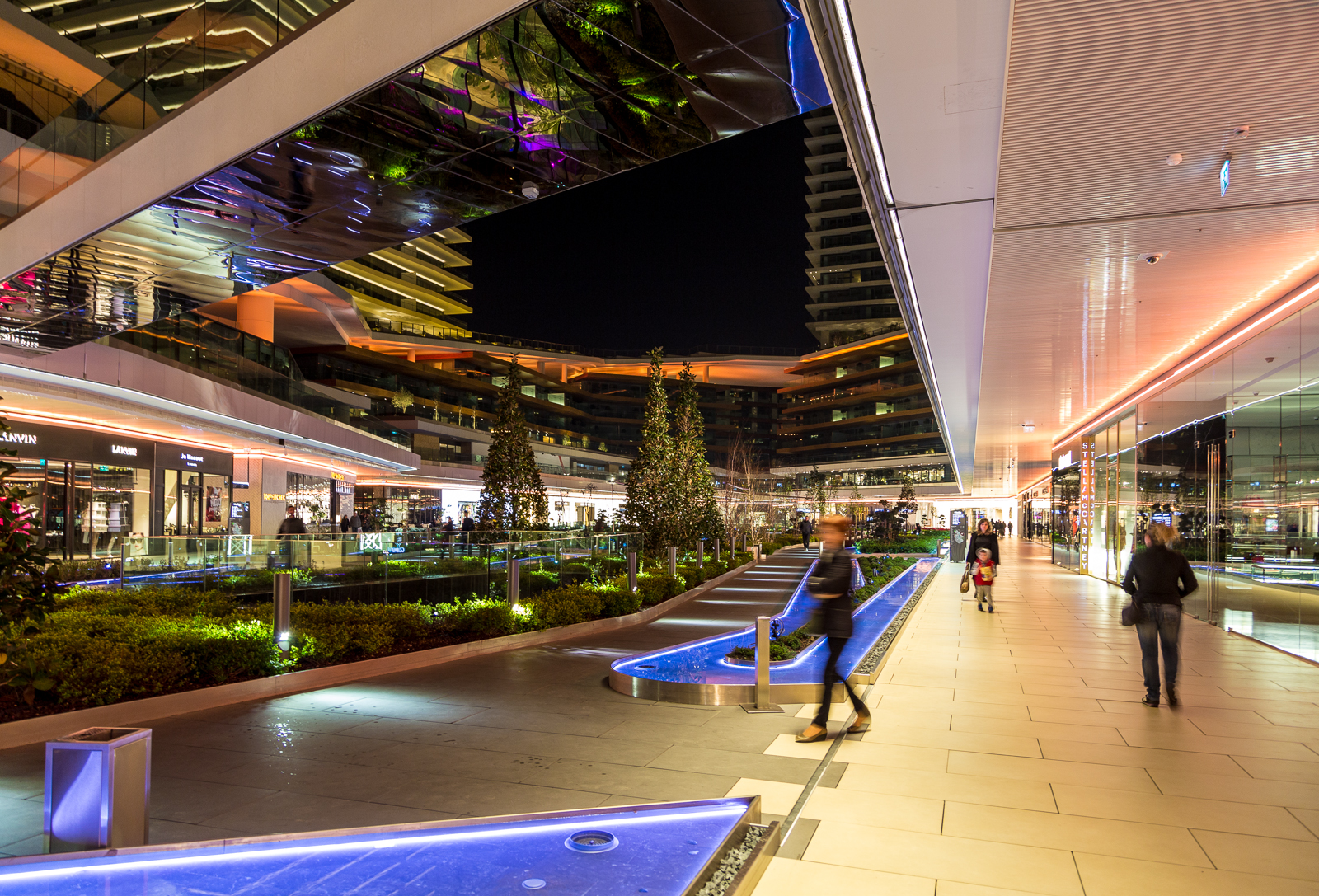
Quartier d'affaires de Zorlu Center à Istanbul

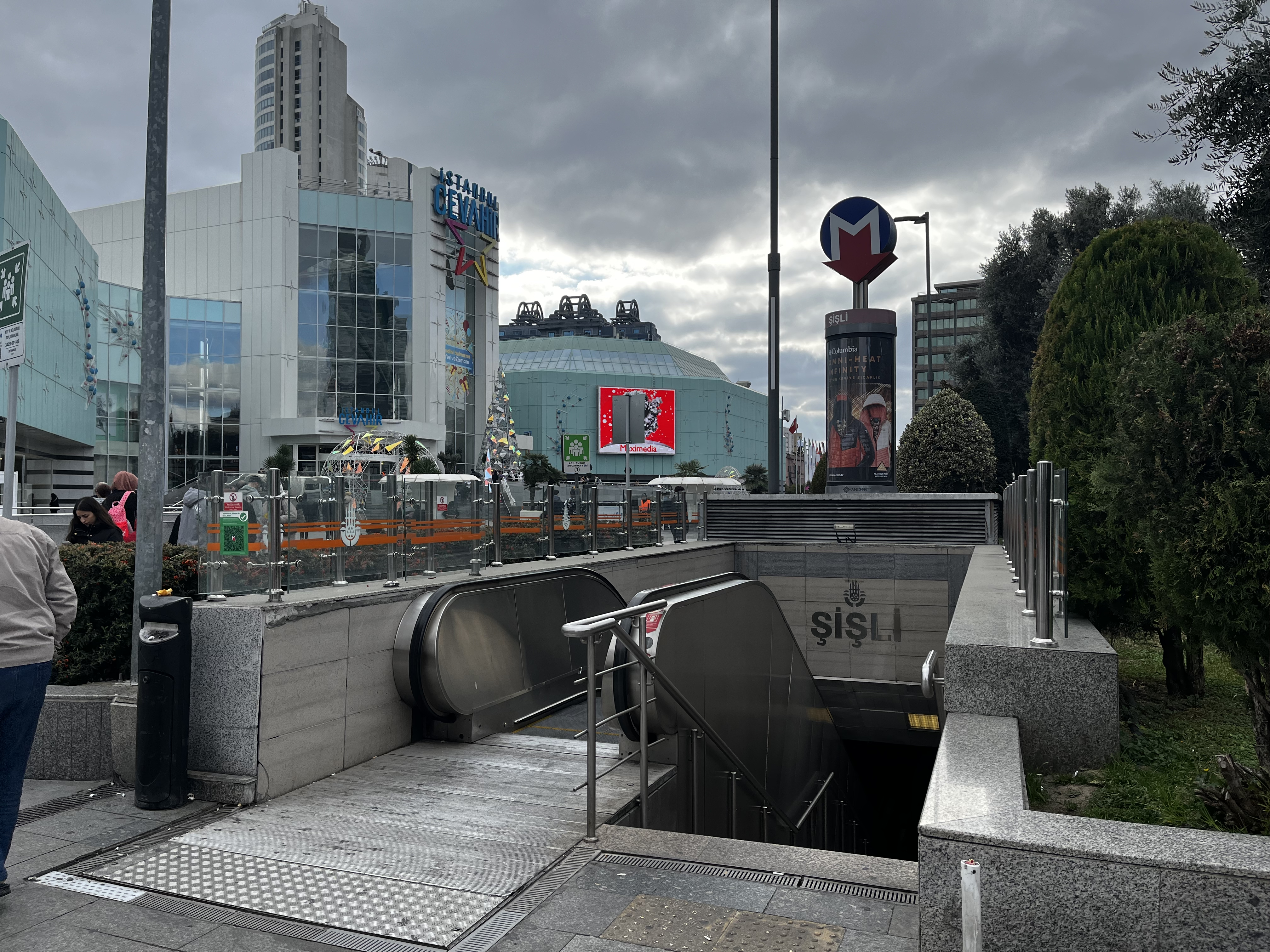
La station du métro d'Istanbul

Le secteur tertiaire s'est très vite développé, bien plus vite que l'industrie, grâce notamment à l'amélioration des communications et au renforcement de l'appareil administratif. Le taux de la population urbaine a considérablement augmenté en un demi-siècle. En 1950 la population urbaine était de 25 %, elle avoisine désormais les 70 % en 2004.

### Secteur bancaire et financier
La Turquie a connu en 2000 la crise financière la plus forte de son histoire moderne[réf. nécessaire]. En 2001, Kemal Derviş, ministre de l'économie, met en place d'importantes réformes économiques :
- autonomie de la banque centrale ;
- recapitalisation des deux plus grandes banques publiques et de certaines banques privées ;
- saisie ou fermeture de banques insolvables ;
- restructuration des principaux établissements.

Ces réformes sont à l'origine de la solidité actuelle du secteur financier de la Turquie[réf. nécessaire]. La stabilité politique (majorité parlementaire depuis 2002), le début des négociations d'adhésion avec l'UE, la mise en circulation d'une nouvelle monnaie et la maîtrise des dépenses publiques améliorent également la confiance des agents économiques envers les autorités politiques et monétaires du pays et contribuent à la stabilisation du niveau général des prix et au renforcement du secteur financier[réf. nécessaire].
Pour financer sa croissance et son déficit des comptes courants, la Turquie attire de nombreux capitaux étrangers. La crise financière internationale de 2007 a néanmoins renversé la tendance à la hausse des IDE turcs. En 2006, les IDE reçus représentaient 3,8 % du PIB turc contre 1,24 % en 2010 (7,6 milliards de $US). Les investissements de portefeuille, qui par définition sont des capitaux volatils, quittent massivement le pays après la crise. Depuis, les investisseurs reviennent et en 2010, les transactions d'actions dépassent leur niveau d'avant crise.

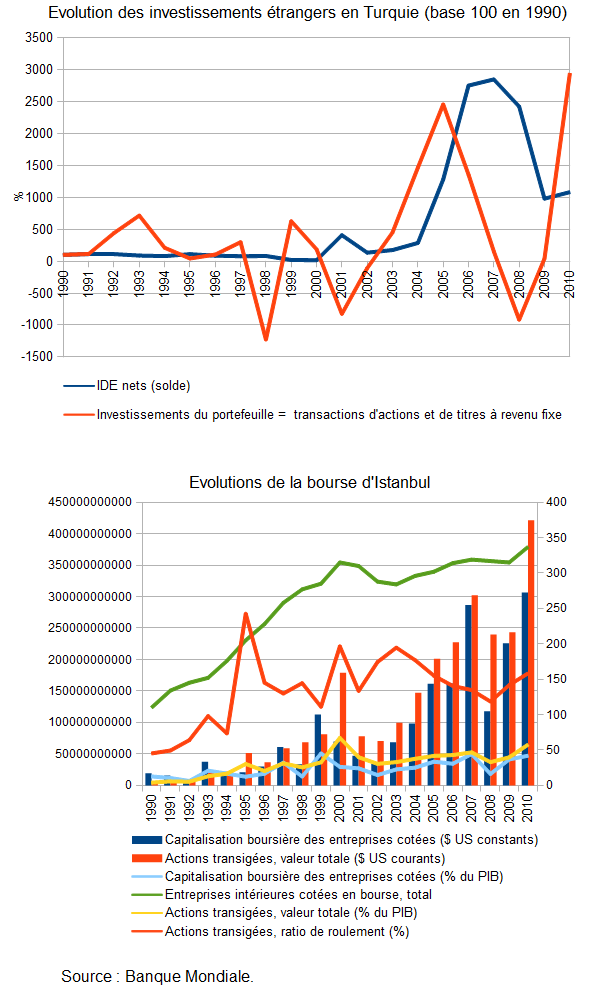
Évolution des IDE, des investissements de portefeuille et de la bourse en Turquie

En deux décennies, la Bourse d’Istanbul (Borsa Istanbul ou BIST) se développe et multiplie par 3 le nombre d'entreprises côtés, par 16 sa capitalisation boursière, par 72 la valeur de ses actions transigées
En 2010, la Bourse d'Istanbul compte :
- 337[44] entreprises intérieures cotées
- 306,6 milliards de USD de capitalisation boursière (soit 41,9 % du PIB). BIST est une bonne représentation de l'économie turque (pour comparaison, la capitalisation de la Bourse de Francfort correspond à 43,9 % du PIB allemand) ;
- 421 milliards de $US d'actions transigées (soit 57,7 % du PIB) ;
- un ratio de roulement des actions transigées de 158,4 % (160 % à la Bourse de Hong Kong).

BIST est la 8e plus grande bourse d'Europe en ce qui concerne la capitalisation (juste derrière la bourse de Milan : 318 milliards de USD), les actions transigées et les entreprises cotées.

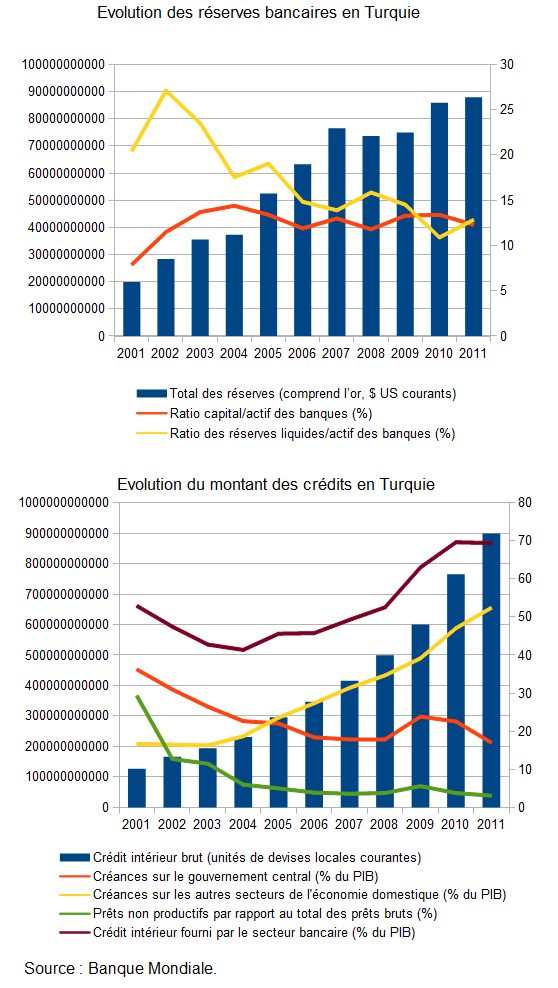
Évolution des réserves bancaires et des crédits en Turquie

Ces six dernières années, l'offre bancaire se développe, et les densités de succursales et de GAB (guichets automatiques bancaires) augmentent respectivement de 30 % et de 58 % en Turquie.
En 2009, le pays compte 17 succursales bancaires pour 100 000 habitants. Cette densité est identique à celle de l’Allemagne et inférieure à celle de la France (44 succursales bancaires pour 100 000 habitants). Il est parsemé de 44 GAB (distributeur de billets...) pour 100 000 habitants. Cette densité est inférieure à celle de l'Allemagne et proche de celle de l'Autriche (respectivement 117 et 48 GAB pour 100 000 habitants).
L'emprunt ne semble pas affecté par la crise et se démocratise. En cinq ans, le nombre d'emprunteurs pour 1 000 adultes augmente de 20 %. En 2008, la Turquie compte 719 emprunteurs pour 1 000 adultes (contre 502 en Italie et 722 aux Pays-Bas) et 1 261 dépositaires auprès des banques commerciales pour 1 000 adultes (contre 776 en Espagne et 1 085 en Italie).
Le rendement des comptes de dépôts est élevé :
- taux d'intérêt des dépôts en 2010 : 15,3 %[44]. L’évolution des taux d'intérêt des dépôts suit la tendance à la baisse de l'inflation.
- taux d'intérêt réel des dépôts en 2010 : 6,7 %.

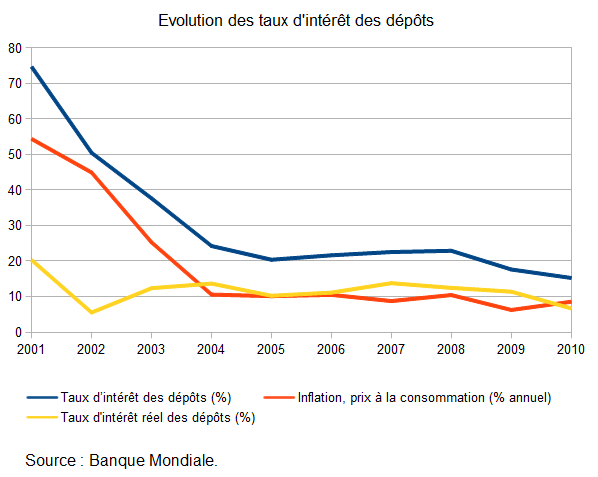
Évolution des taux d'intérêt des dépôts en Turquie

Le montant des crédits intérieurs accordé par le secteur bancaire est multiplié par 7 entre 2001 et 2011. Il atteint 899 milliard de Livres turques en 2011 (plus de 500 milliards de US$) et représente 69,4 % du PIB (contre 126 % en Allemagne et 133 % en France). Dans le même temps, la performance du crédit s'améliore puisque la part des prêts non productifs passe de 29,3 % à 3,1 % (contre 8,4 % en Pologne et 2,7 % en Autriche). À la suite de l'amélioration des finances publiques les créances sur le secteur privé (52,4 % du PIB en 2011) dépassent les créances accordées au gouvernement central (17 % du PIB en 2011).
Les réserves bancaires sont en hausse constante. En 2011 elles se montent à 89 milliards de $US. Le système bancaire turc est solide puisque les réserves liquides représentent 12,9 % de l'actif des banques[réf. nécessaire] (contre 5,3 % en France et 2,5 % en Allemagne). Le ratio capital sur actif des banques est de 12,3 % en 2011 (contre 4,6 % en Allemagne).
Par ailleurs, la Turquie lance le projet[Quand ?] « İstanbul Finans Merkezi » ou « Ataşehir Finans Merkezi » qui ambitionne de faire d'Istanbul une des principales places financières au monde. Le Centre Financier d'Istanbul prévoit la construction de :
- 2,5 millions de m2 de bureaux ;
- 90 000 m2 de surfaces commerciales ;
- 70 000 m2 d’hôtel ;
- 60 000 m2 de résidence ;
- d'un centre des congrès d'une capacité de 2 000 places.

Une fois mis en place, les autorités visent la création de 30 000 postes sur ce site.

### Transport

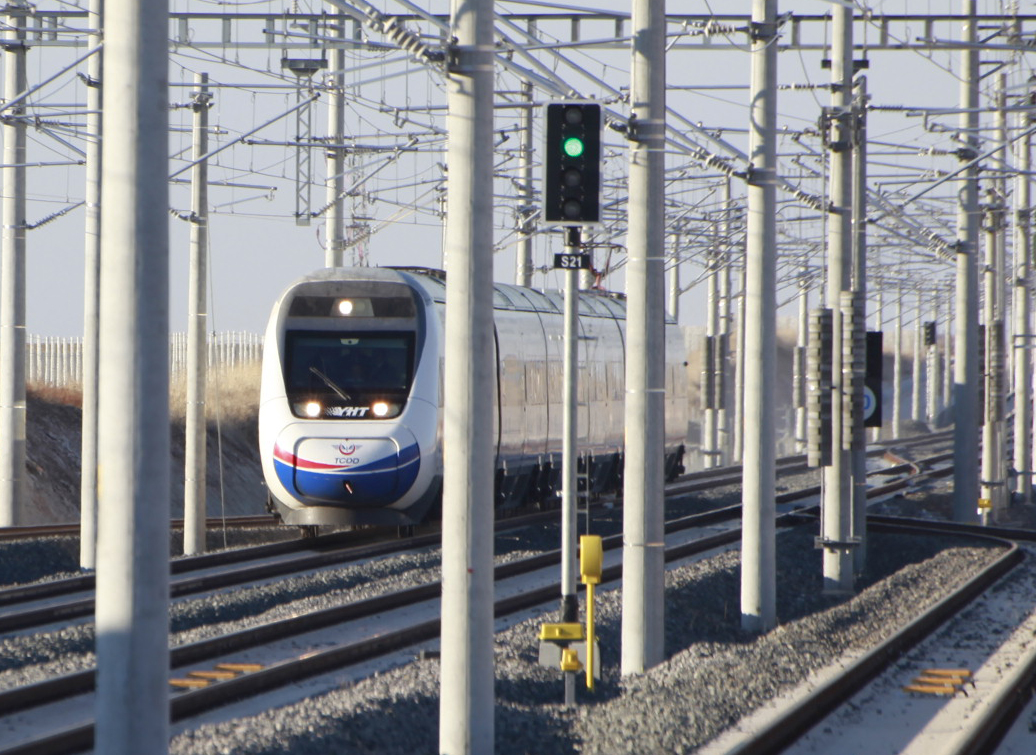
TCDD Yüksek Hızlı Tren (YHT).

Turkish Airlines (en turc Türk Hava Yolları Anonim Ortaklığı, code AITA : TK ; code OACI : THY) est la principale compagnie aérienne nationale. Turkish Airlines est la meilleure compagnie aérienne européenne en 2011 et 2012 (Skytrax Award), meilleure compagnie mondiale pour la restauration à bord (Skytrax World Airline Awards) et possède la plus jeune flotte du monde avec un âge moyen de 6,5 ans. Elle a pour activité principale le transport de passagers, de fret ainsi que la maintenance et l'entretien des avions. Elle dessert les principaux aéroports turcs, ainsi qu'un très grand nombre de destinations étrangères. Son hub principal est situé sur l'Aéroport international Atatürk avec lequel elle entretient de nombreux accords d'exploitation. La compagnie fait partie de l'alliance Star Alliance.
Le Yüksek Hizli Tren, ou YHT, est un train à grande vitesse circulant sur les LGV Ankara-Istanbul et LGV Ankara-Konya à la vitesse maximale de 260 km/h.

### Tourisme: un secteur en pleine croissance

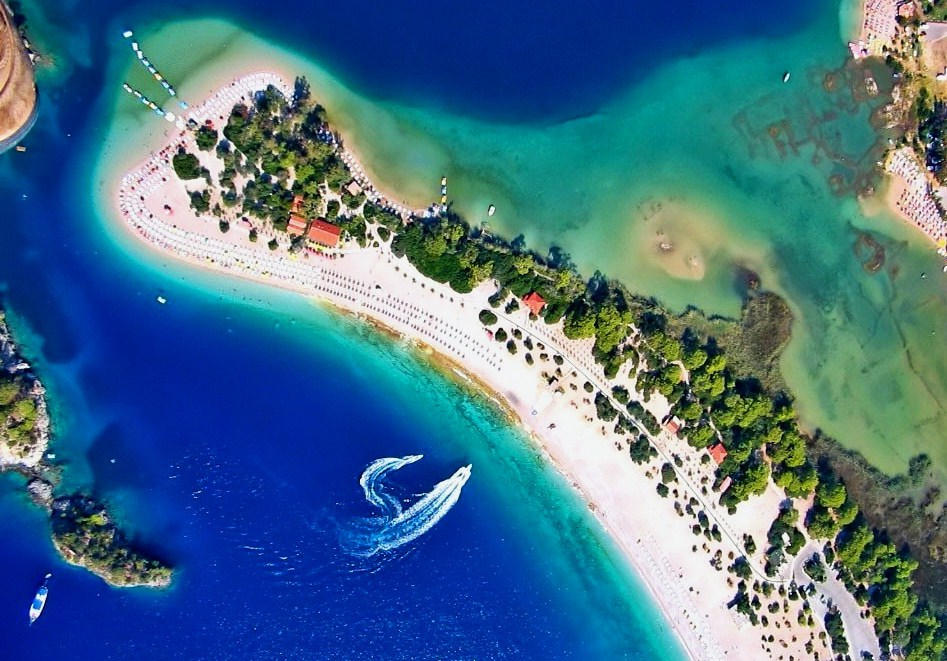
Ölüdeniz, Fethiye, Turquie

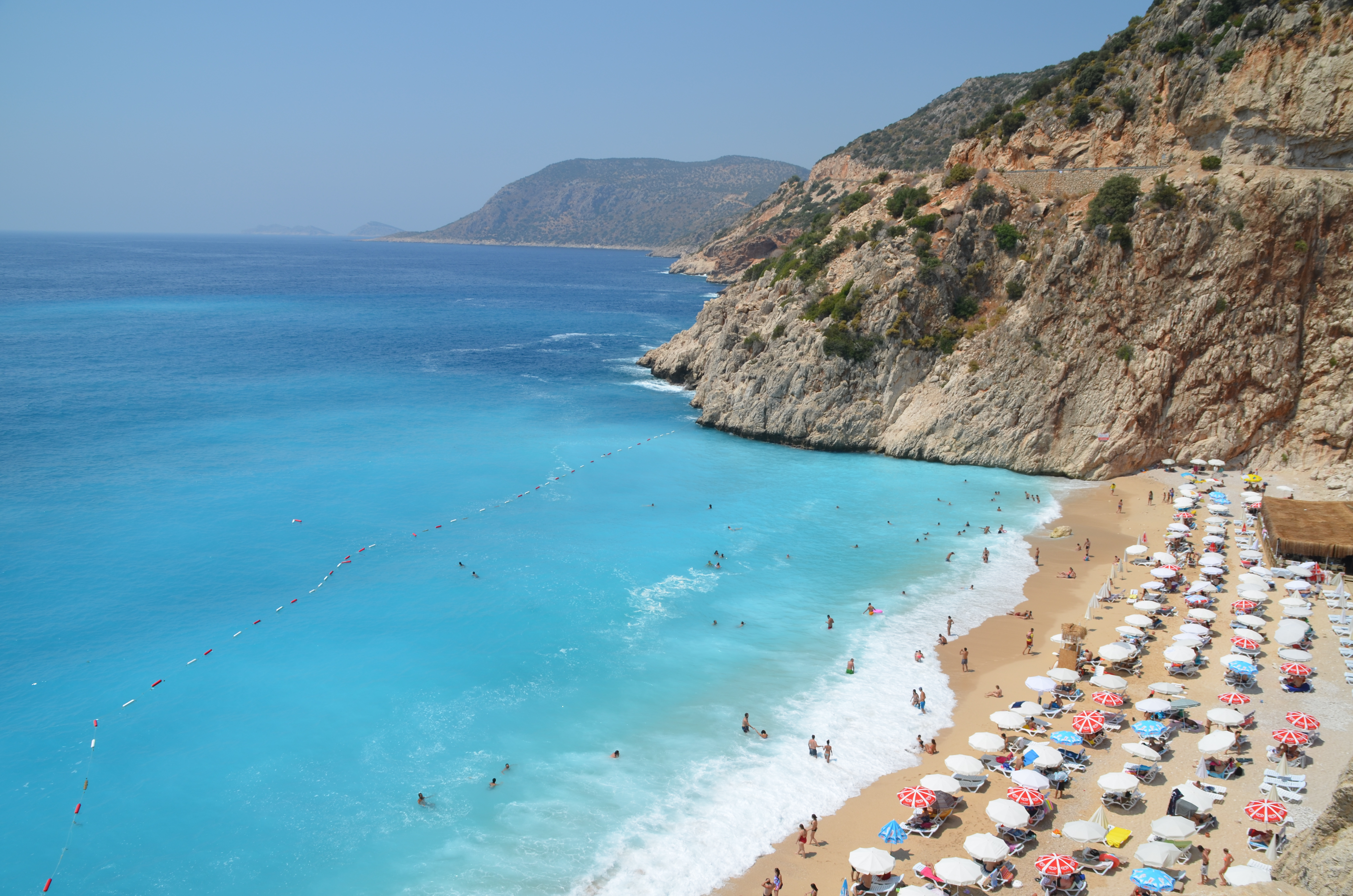
Plage Kaputas, située à l’extrême Ouest d’Antalya.

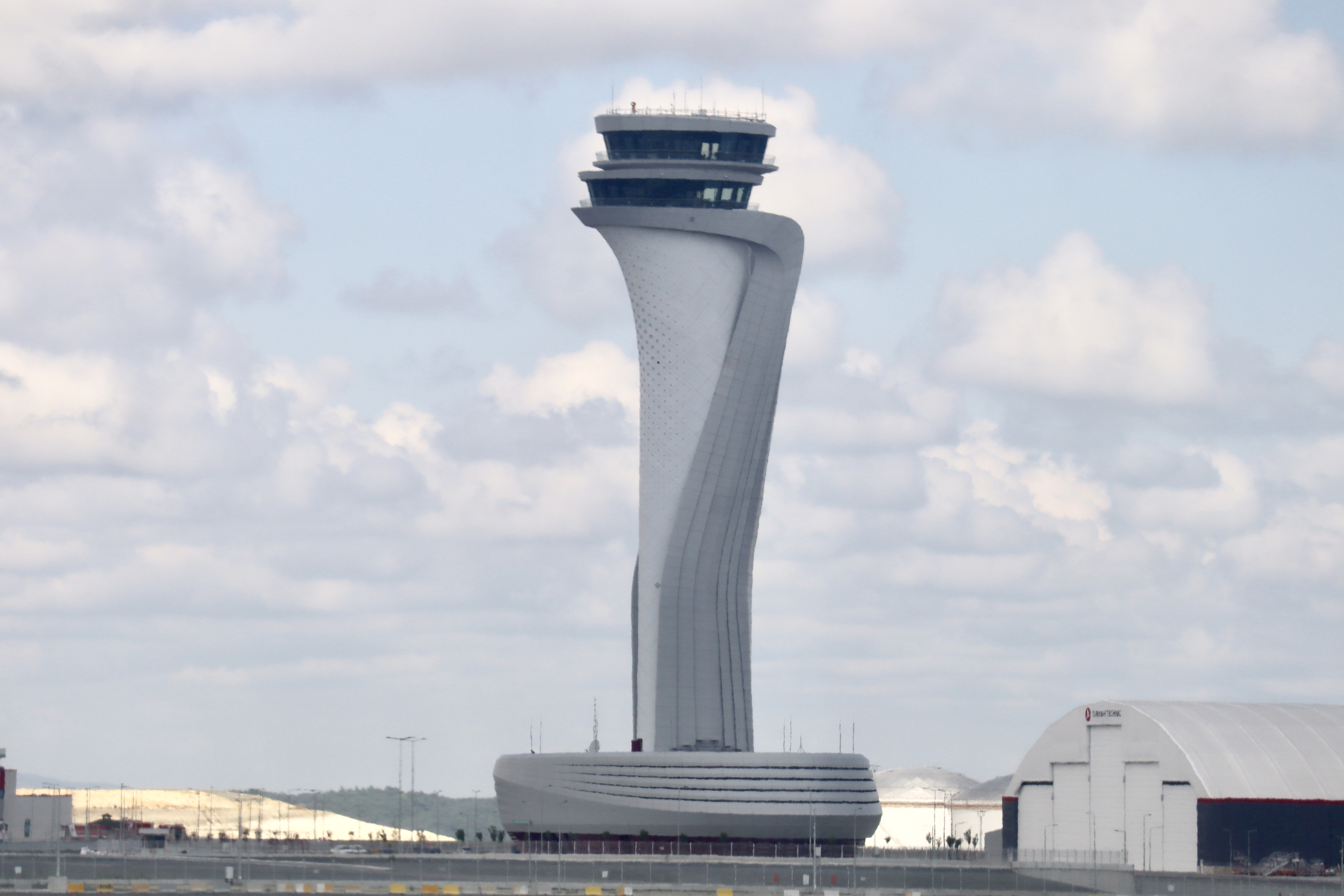
Aéroport international d’Istanbul

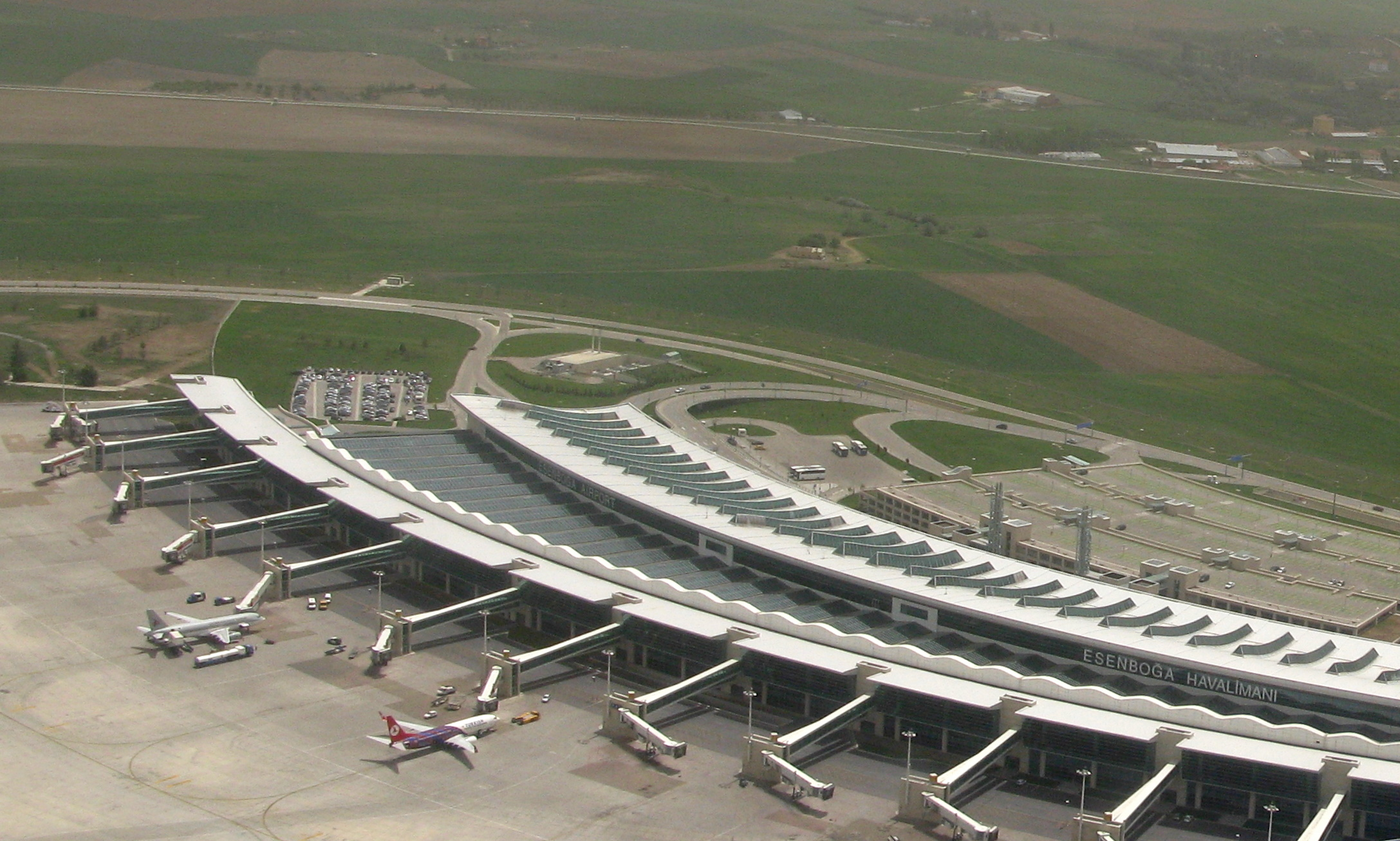
Aéroport international Esenboğa à Ankara

La Turquie a accueilli plus de 31,5 millions de touristes étrangers en 2011. Le tourisme a rapporté au pays plus de 23 milliards de dollars en 2011. Ces chiffres sont en progression malgré les tremblements de terre (17 août 1999, Tremblement de terre d'Izmit, 20 000 morts) et les attentats (16 juillet 2005 à Kuşadası, 5 morts et 18 blessés) qui ont frappé le pays ces dernières années.
La Turquie est un pays très visité grâce à des sites naturels attractifs et à une histoire singulière dans le monde, comme le témoigne la ville d'Istanbul. C'est le septième pays le plus visité au monde, Antalya se trouve à la quatrième et Istanbul à la septième place des villes les plus visitées au monde en 2010.
Les grandes régions touristiques de Turquie sont principalement Istanbul, les côtes de la mer Égée et de la Mer Méditerranée et la Cappadoce.
Les touristes sont essentiellement composés d'Européens (Allemands, Russes, Bulgares, Français, Britanniques, Grecs), Américains et aussi de beaucoup de Japonais. On peut aujourd'hui constater une augmentation du nombre de touristes issus du Moyen et du Proche-Orient, ceci étant notamment dû à la popularité croissante de la Turquie dans les pays arabes grâce aux séries télévisuelles turques qui ont un grand succès dans le monde musulman.
Le tourisme médical est une nouvelle constante dans le secteur touristique turc, bon nombre d'Européens (essentiellement Anglais, Russes, Allemands) viennent passer des vacances tout en se soignant.
Le pays dispose de bon nombre de sources thermales qui tirent le tourisme des côtes vers le centre du pays. Le trekking et le tourisme sportif connaissent également une grande expansion, grâce aux investissements du privé.
En 2025, face à la hausse des prix et à une baisse de qualité des services que l’État n’arrive pas à gérer, la Turquie séduit moins les touristes européens. Ces derniers se tournent vers la Grèce, plus abordable, mais déjà saturée.
| Année | Arrivée    |
| ----- | ---------- |
| 1998  | 9 750 000  |
| 1999  | 7 460 000  |
| 2000  | 8 000 000  |
| 2001  | 10 400 000 |
| 2002  | 12 800 000 |
| 2003  | 13 300 000 |
| 2004  | 16 800 000 |
| 2005  | 21 200 000 |
| 2006  | 18 500 000 |
| 2007  | 23 340 911 |
| 2008  | 26 336 677 |
| 2009  | 27 077 114 |
| 2010  | 28 632 204 |
| 2011  | 31 400 000 |
| 2014  | 41 400 000 |
| 2015  | 41 600 000 |

## Entreprises
Le tissu industriel est composé à 99 % de PME. Il y en aurait près de 2 millions en Turquie.
Les conglomérats géants turcs Sabanci, Koç, Zorlu ou encore Dogus structurent l’industrie turque et opèrent dans des secteurs aussi divers et variés que la finance, la grande distribution, la chimie, l'automobile, le ciment ou encore l’énergie. À ces gros acteurs viennent s'ajouter les "tigres anatoliens", des sociétés de taille moyenne se trouvant dans les régions intérieures du pays, loin des régions industrielles traditionnelles que sont Istanbul, Izmir, Bursa. Ces sociétés ont une très forte croissance et représentent une part très importante des exportations.
Depuis quelques années, certains de ces groupes se développent à l’international en exportant ou s’implantant sur des marchés voisins et porteurs.

## Échanges extérieurs

### Principaux partenaires commerciaux

L'union européenne est le principal partenaire économique de la Turquie

L'union européenne (UE) est le plus grand partenaire de la Turquie pour les importations et les exportations. En 2020, 33,4 % des importations et 41,3 % des exportations turques se faisaient avec l'UE.
Le commerce de biens avec l'UE en 2020 s'élève à 132,4 milliards d'euros. L'UE importe de Turquie 62,6 milliards d'euros, notamment en machines et équipements de transport (24,1 milliards d'euros, 38,5 %), vêtements (8,3 milliards d'euros, 13,3 %), agriculture et matériaux bruts (5,3 milliards, 8,5 %). Les exportations de l'UE vers la Turquie totalisent 69,9 milliards d'euros, notamment machines et équipements de transport (30,6 milliards, 43,8 %), chimie (12,9 milliards, 18,5 %), fuel et produits miniers (6,4 milliards, 9,2 %). Le commerce dans les services s'élève à 26,5 milliards d'euros.
Malgré les tensions entre l’État hébreu et Ankara vers 2024, la Turquie n'a pas encore interrompu le chargement des pétroliers à son port de Ceyhan à destination d'Israël, malgré l’annonce d’Ankara de suspendre tout commerce avec l’État hébreu, a révélé Globes, citant des sources israéliennes. L'Azerbaïdjan est un important fournisseur de pétrole à Israël, via l'oléoduc Bakou-Tbilissi-Ceyhan, au bout duquel le pétrole est chargé sur des bateaux qui le transportent jusqu'à Haïfa. Israël est régulièrement en tête des destinations du pétrole azerbaïdjanais.
| Rang | Importation  | Importation | Rang | Exportation | Exportation |
| Rang | Pays         | Valeur      | Rang | Pays        | Valeur      |
| ---- | ------------ | ----------- | ---- | ----------- | ----------- |
| 1    | Russie       | 21 989 $    | 1    | Allemagne   | 16 144 $    |
| 2    | Chine        | 20 719 $    | 2    | Royaume-Uni | 11 113 $    |
| 3    | Allemagne    | 20 407 $    | 3    | Italie      | 9 566 $     |
| 4    | États-Unis   | 12 377 $    | 4    | Irak        | 8 350 $     |
| 5    | Italie       | 10 154 $    | 5    | États-Unis  | 8 306 $     |
| 6    | Inde         | 7 535 $     | 6    | Espagne     | 7 712 $     |
| 7    | Royaume-Uni  | 7 446 $     | 7    | France      | 7 296 $     |
| 8    | France       | 7 412 $     | 8    | Pays-Bas    | 4 778 $     |
| 9    | Iran         | 6 931 $     | 9    | Belgique    | 3 952 $     |
| 10   | Corée du Sud | 6 342 $     | 10   | Israël      | 3 900 $     |
| –    | Total        | 223 039 $   | –    | Total       | 168 023 $   |

La Turquie est le 5e plus grand marché d’exportation pour l’Union Européenne.
La Turquie est le 6e client hors UE des exportations françaises (derrière les États-Unis, la Suisse, la Chine, le Japon et la Russie).
La Turquie est le 7e fournisseur hors UE de la France (derrière la Chine, les États-Unis, la Russie, le Japon, la Suisse et la Norvège).
La France est le 8e fournisseur et 7e client de la Turquie.
L'économie de la Turquie est une économie ouverte. Le volume des échanges commerciaux (biens&services) entre la Turquie et le reste du monde se monte à 350 milliards $US en 2010. Il a été multiplié par 3,2 ces dix dernières années et par 7,6 au cours des deux dernières décennies. Très déséquilibrée dans les années 1970, avec des importations qui représentent plus de 70 % des échanges, le commerce extérieur turc tend à se rééquilibrer et en 2010, les exportations sont désormais à l'origine de 44 %, des transactions. Ce mouvement s'inscrit dans la mise en place au début des années 1980, d'une stratégie de croissance économique tirée par les exportations dans une économie ouverte. Le poids du commerce extérieur dans le PIB de la Turquie passe de 17 % en 1980 à 48 %, en 2010.
En 2010, selon le TUIK (Institut de Statistique Turc), le volume des échanges de biens matériels de la Turquie avec le reste du monde atteint les 300 milliards de $US. L’Union Européenne est le premier partenaire commercial de la Turquie. Elle représente 46 % de ses exportations et 36 % de ses importations. Le Proche et Moyen-Orient représente 20 % des exportations turques.

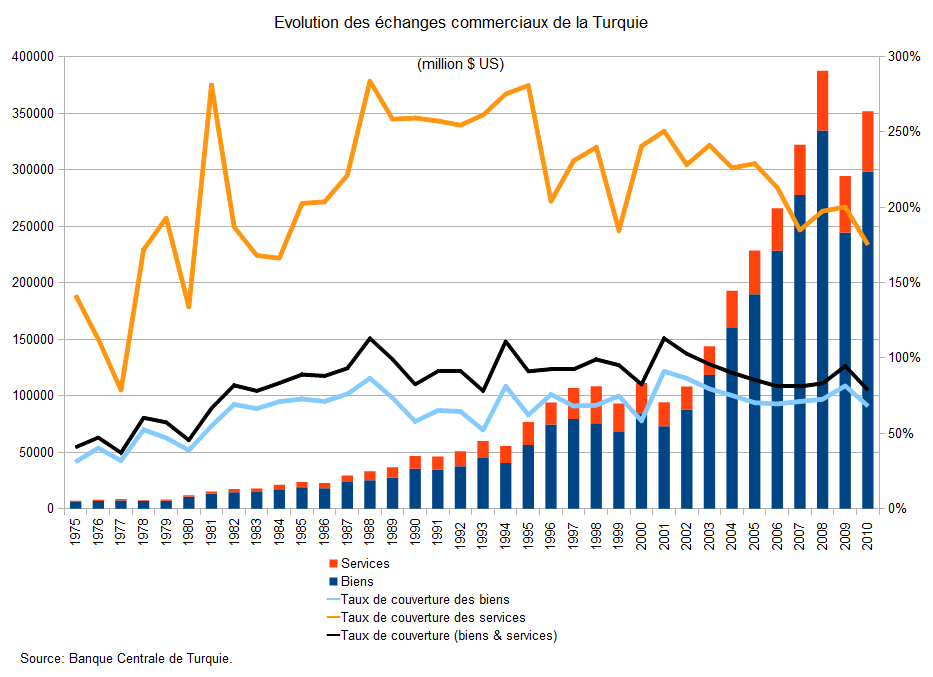
Volume des échanges de la Turquie

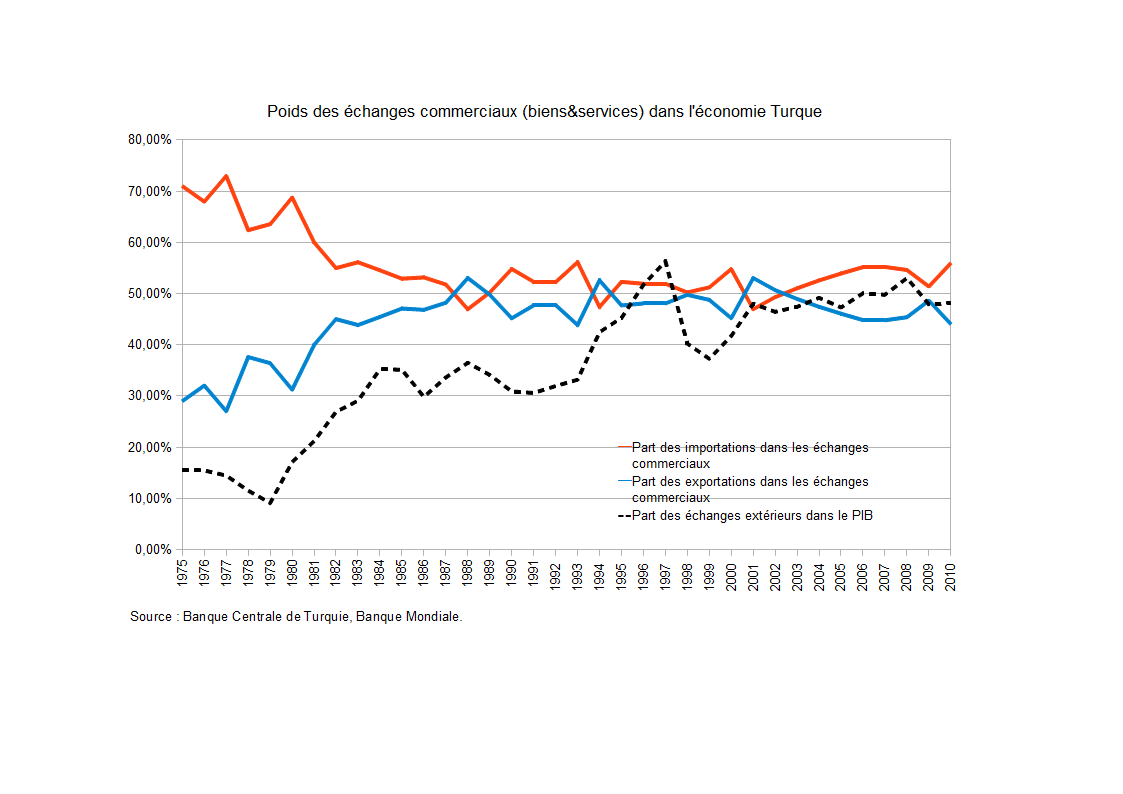
Poids des échanges commerciaux dans l'économie turque

En 2010, la Turquie a exporté pour plus de 113 milliards de $US de biens :
- véhicules motorisés : plus de 13,8 milliards de $US
- chaudronnerie, machines, appareils et engins mécaniques : plus de 9,4 milliards de $US
- fer & acier : plus de 8,7 milliards de $US
- produits textiles&accessoires : plus de 7,7 milliards de $US
- machines & appareils électriques : plus de 7,5 milliards de $US
- articles en fer&acier : plus de 4,8 milliards de $US
- autres produits textiles : plus de 4,6 milliards de $US
- hydrocarbures et huiles : plus de 4,4 milliards de $US
- bijoux (perles, pierres précieuses, métaux précieux) : plus de 3,7 milliards de $US
- plasturgie : plus de 3,7 milliards de $US

En 2010, les importations turques se montent à plus de 185 milliards de $US :
- hydrocarbures et huiles : plus de 38,4 milliards de $US
- chaudronnerie, machines, appareils et engins mécaniques : plus de 21,2 milliards de $US
- fer & acier : plus de 16,1 milliards de $US
- machines & appareils électriques : plus de 14,6 milliards de $US
- véhicules motorisés : plus de 13,4 milliards de $US
- plasturgie : plus de 9,7 milliards de $US
- produits pharmaceutiques : plus de 4,4 milliards de $US
- chimie organique : plus de 4,4 de milliards de $US
- appareils d'optique, de photographie et de cinématographie : plus de 3,4 milliards de $US
- coton : plus de 3,3 milliards de $US
- cuivre et dérivés : plus de 3,2 milliards de $US
- industrie aéronavale : plus de 3,1 milliards de $US

### L'évolution du solde commercial
L'étude de la relation entre les importations et les exportations de la Turquie montre que toute augmentation des exportations de 100 $US s'accompagne d'une augmentation des importations de 138 $US. Ainsi, si la structure de la production de la Turquie ne change pas et que le pays atteint l'objectif d'exportation de 2023 (500 milliards de $US), le solde commercial se creusera à -189 milliards de $US. Des investissements importants dans l'enseignement et la recherche pourraient changer cette tendance et augmenter la production de biens à forte valeur ajoutée. Commercialisés sur les marchés extérieurs, ces biens permettraient de réduire le déficit du solde commercial.

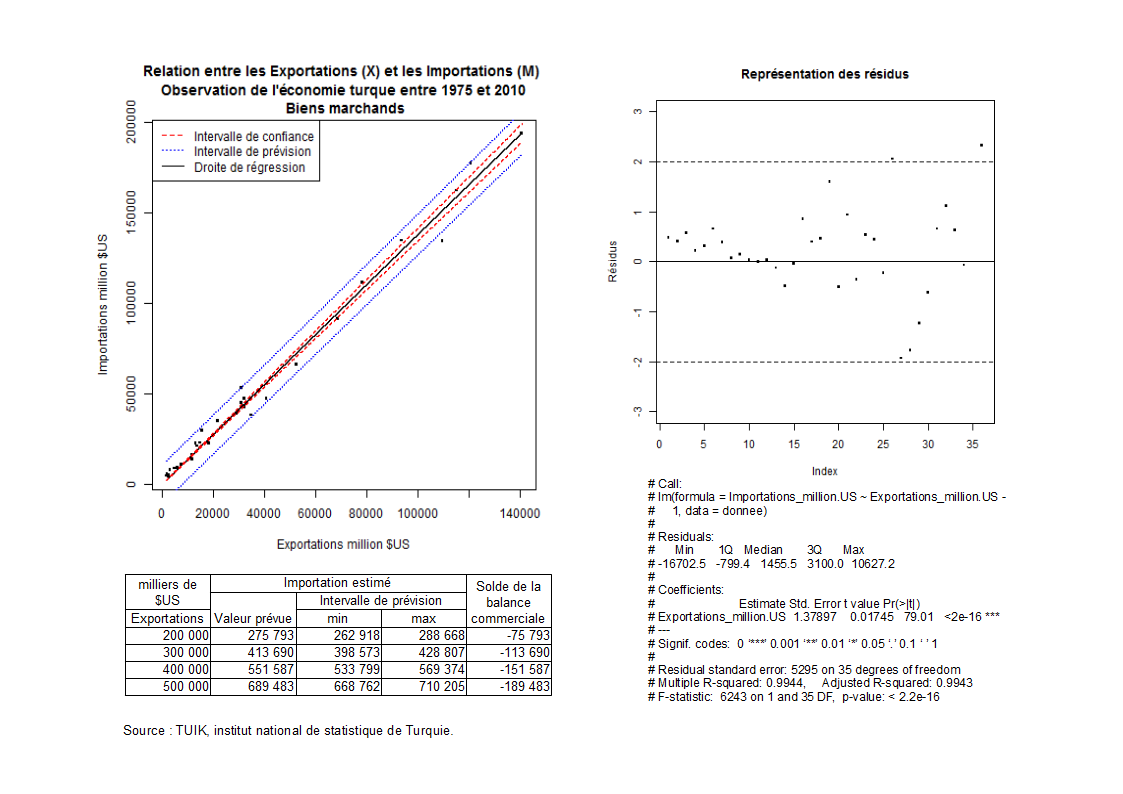
Relation économétrique entre Importations et Exportations

#### Essai de classification des postes du commerce extérieur turc
- Postes caractérisés par un solde déficitaire sur la période 1996-2011. Le déficit annuel moyen de chacun des postes représente une part très importante du PIB : Combustibles minéraux, huiles minérales et produits de leur distillation; matières bitumineuses; cires minérales. Réacteurs nucléaires, chaudières, machines, appareils et engins mécaniques; parties de ces machines ou appareils
- Postes caractérisés par un solde déficitaire sur toute la période. Le déficit annuel moyen de chacun des postes représente une part importante du PIB : Machines, appareils et matériels électriques et leurs parties; appareils d'enregistrement ou de reproduction du son, appareils d'enregistrement ou de reproduction des images et du son en télévision, et parties et accessoires de ces appareils. Fonte, fer et acier. Matières plastiques et ouvrages en ces matières. Produits chimiques organiques. Produits pharmaceutiques. Instruments et appareils d'optique, de photographie ou de cinématographie, de mesure, de contrôle ou de précision; instruments et appareils médico-chirurgicaux; parties et accessoires de ces instruments ou appareils. Voitures automobiles, tracteurs, cycles et autres véhicules terrestres, leurs parties et accessoires : en 2001, 2002 et de 2006 à 2010, ce poste est excédentaire.
- Postes caractérisé par un excédent sur la période. L'excédent annuel moyen de chacun des postes représente une part importante du PIB : Vêtements et accessoires du vêtement, autres qu'en bonneterie. Vêtements et accessoires du vêtement, en bonneterie.

### Investissements directs étrangers (IDE)

#### IDE reçus

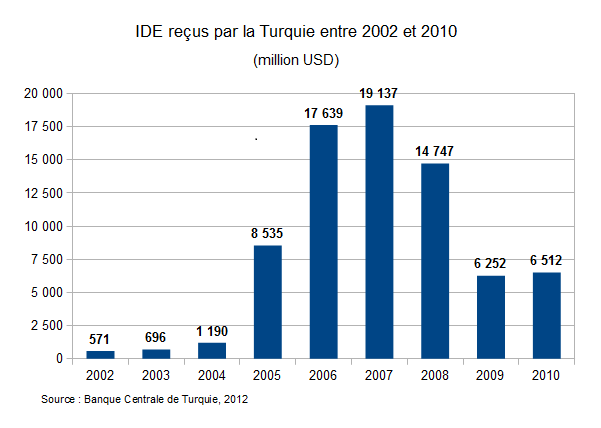
Investissements étrangers en Turquie

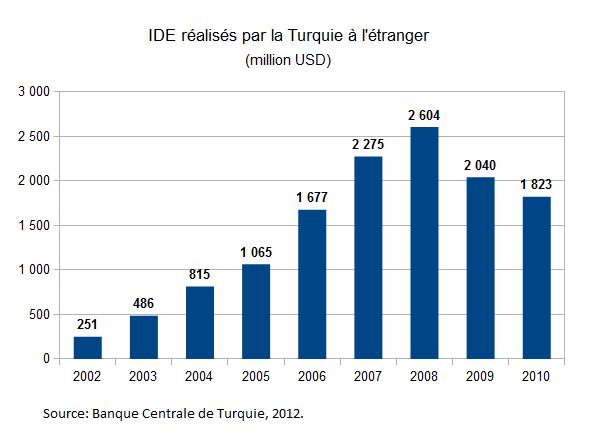
Investissements turcs à l'étranger

Entre 2002 et 2010, la Turquie a attiré plus de 75,3 milliards de dollars d'investissements étrangers. 75 % des IDE proviennent du continent européen. Les Pays-Bas sont de loin le premier investisseur (19 % des IDE), suivis par les États-Unis (9 %), la Grèce (9 %), la Belgique (8 %), la France (7 %), l'Autriche (6 %), le Luxembourg (6 %), l'Allemagne (6 %) et la Grande-Bretagne (5 %). Les investisseurs étrangers sont attirés par :
- le secteur de la finance (42 % des IDE) ;
- les transports, la logistique et la communication (17 %) ;
- l'électricité, le gaz et l'eau (8 %) ;
- le commerce de gros et le commerce de détail (6 %) ;
- l'agroalimentaire et le tabac (4 %) ;
- la fabrication de produits chimiques et de fibres synthétiques (3 %) ;
- la fabrication de métaux de base et de produits métalliques (3 %) ;
- l'immobilier et les services aux entreprises (3 %) ;
- la construction (2 %) ;
- la fabrication d'autres produits minéraux non métalliques (2 %) ;
- le secteur de la santé et de l'action sociale (1 %).

La crise financière de 2007 casse la tendance à la hausse des IDE. Depuis 2007 le volume des IDE diminue pour atteindre 6,2 milliards de dollars en 2009. Avant la crise, la Turquie attirait près de 20 milliards de dollars d'investissements par an.

#### IDE émis
Entre 2002 et 2010, les entrepreneurs turcs ont réalisé plus de 13 milliards de dollars d'investissements à l'étranger. Le continent européen est la première destination des investissements turcs (62 %). L'Asie capte 27 % des IDE turcs, l'Amérique 7 % et l'Afrique 3 %. L'Azerbaïdjan est le pays qui concentre le plus d'IDE turcs (21 %), suivie par les Pays-Bas (20 %), l'Allemagne (20 %), Malte (8 %) et les États-Unis (7 %). Les acteurs turcs sont intéressés par :
- la finance (22 % des IDE) ;
- les mines et les carrières (19 %) ;
- les transports et la logistique (12 %) ;
- l'agroalimentaire (10 %) ;
- le textile (7 %) ;
- l'immobilier et les services aux entreprises (6 %) ;
- la construction (4 %).

### Balance des paiements
En 2010, le déficit de la partie réelle de la balance des paiements atteint un nouveau record. Ce déficit résulte en grande partie du déficit de la balance commerciale fortement déficitaire en hydrocarbures. Depuis 2001, le taux de couverture se dégrade et en 2010 les exportations turques ne couvrent que 79 % des importations du pays. Côté balance des services, les postes voyages, transports et construction sont à l'origine de l'excédent. Le déficit de la balance des transactions courantes s'explique aussi, dans une moindre mesure, par le déficit de la balance des revenus. Ce dernier est mis à mal par les transferts de dividendes des entreprises d'investissement direct et le paiements des intérêts des prêts bancaires. Quant à la balance des transferts courants, elle affiche un excédent notamment grâce aux transferts des revenus des travailleurs émigrés.
Au bout du compte, la Turquie est un importateur net de capital. Pour financer le déficit de ses comptes courants, elle a recours aux IDE, aux investissements de portefeuille, aux crédits commerciaux et autres prêts. Les réserves nettes de change augmentent de 14 968 millions $US en 2010 et équivalent désormais à 5 mois d'importations.

En 2017, le taux de couverture recule encore pour s'établir à 67,2 %, contre 71,8 % en 2016. 

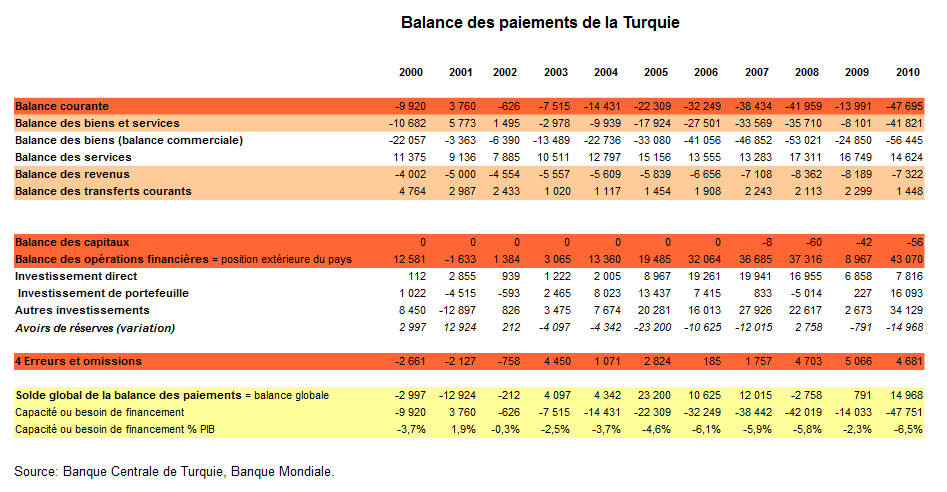
Balance des paiements de la Turquie

#### Opérations réelles

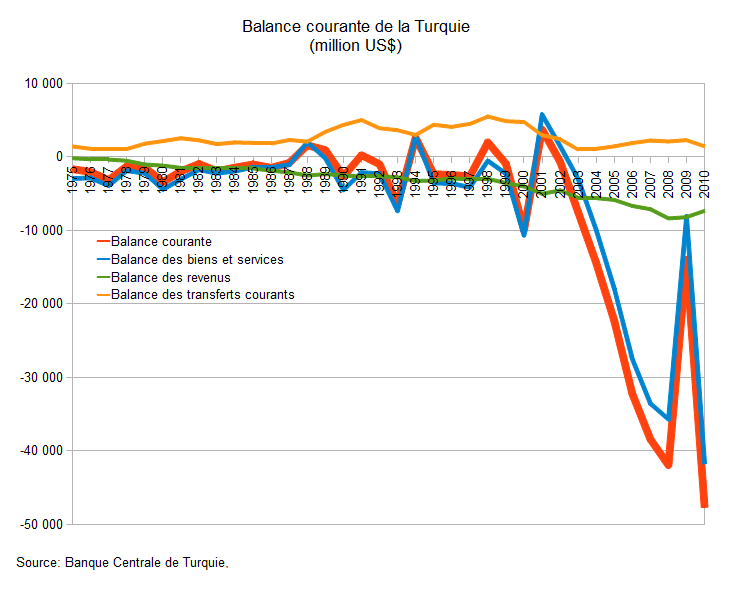
Balance courante de la Turquie

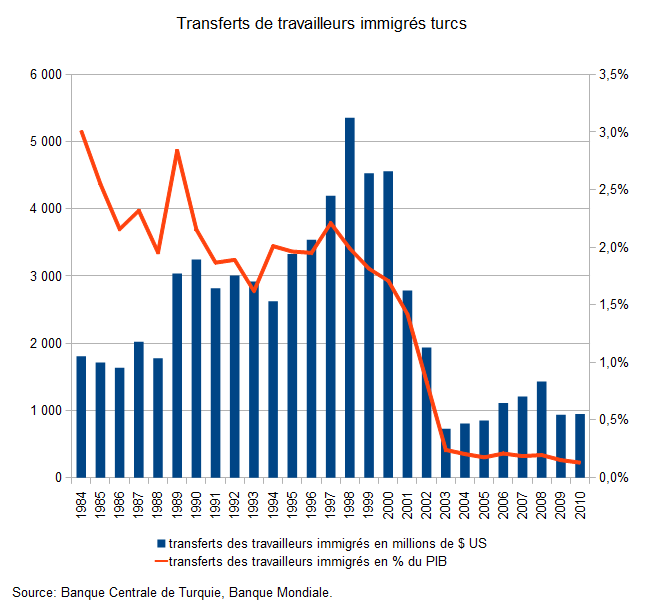
Transferts des travailleurs immigrés turcs

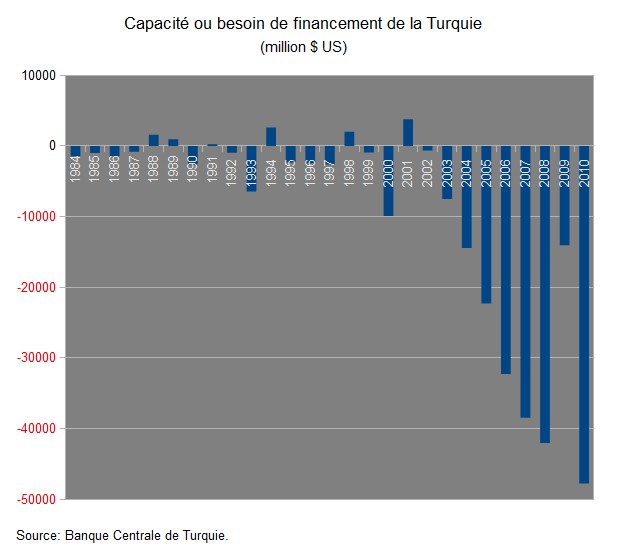
Capacité ou besoin de financement de la Turquie

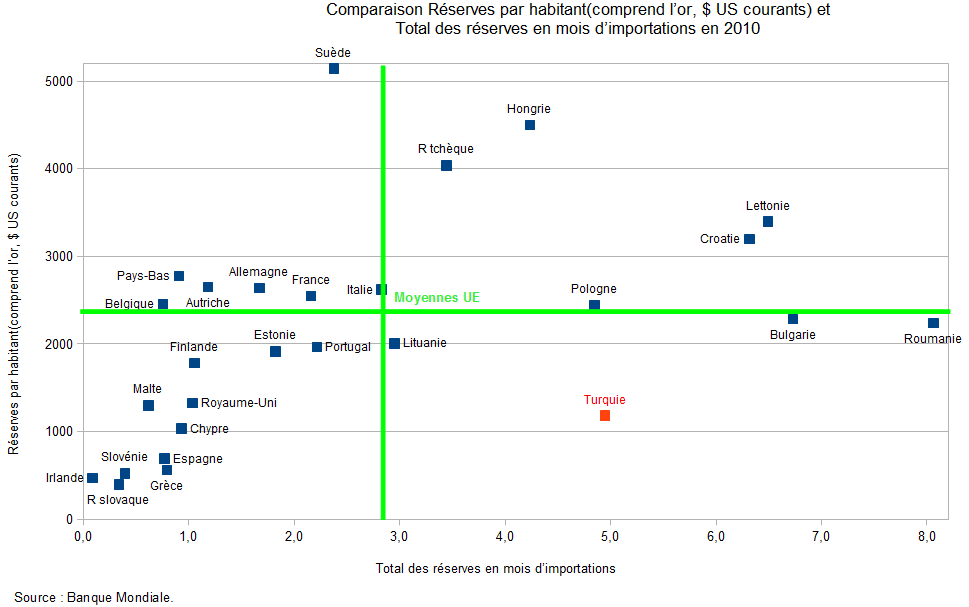
Comparaison du niveau des réserves de quelques pays européens

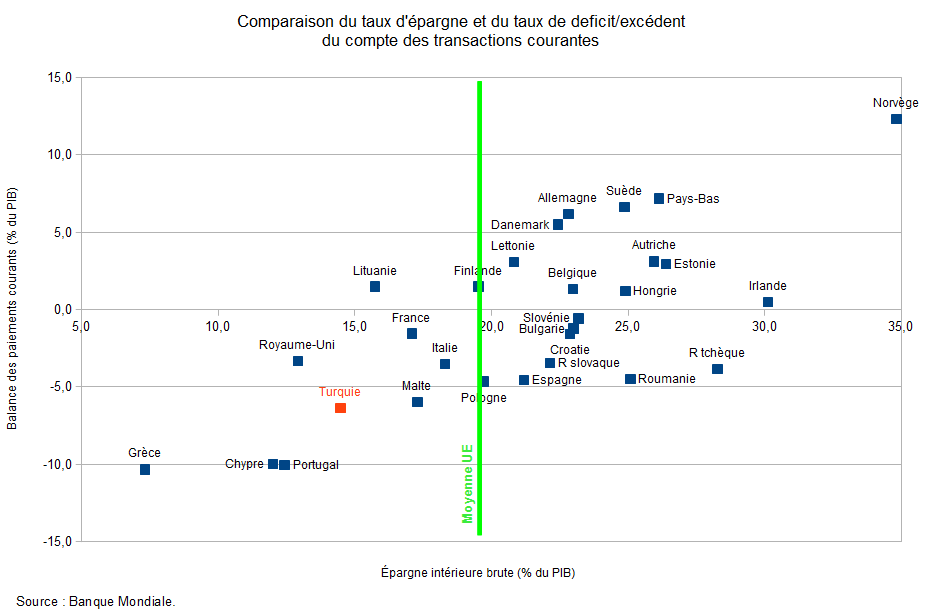
Comparaison du taux d'épargne et du taux de déficit/excédent du compte des transactions courantes

- Une balance des biens et services déficitaire : -41 821 million US$[53]
  - Une balance commerciale déficitaire : -56 445 million US$[53].
    - Une partie importante du déficit commercial est due à l'importation d'hydrocarbures.
    - Les autres postes déficitaires sont :
      - la chaudronnerie, les machines, les appareils et engins mécaniques,
      - le fer&acier,
      - les articles en plastique,
      - la chimie organique,
      - les produits pharmaceutiques,
      - les appareils d'optique, de photographie et de cinématographie,
      - l'industrie aéronavale,
      - le cuivre,
      - le coton,
      - les papiers&cartons,
      - les produits chimiques,
      - les graines&oléagineux,
      - les extraits tannants et tinctoriaux,
      - les fibres synthétiques,
      - les engrais,
      - les céréales et
      - l'aluminium.

    - Les plus forts excédents commerciaux se dégagent dans :
      - les produits textiles,
      - les fruits & légumes,
      - les fruits secs,
      - les conserves de fruits et légumes,
      - les articles en fer et en acier,
      - les matériaux de construction,
      - les tapis,
      - la bijouterie (perles, pierres précieuses, métaux précieux),
      - les meubles,
      - les produits agroalimentaires,
      - les faïences et carrelages,
      - les véhicules motorisés,
      - le sucre et
      - le tabac.

  - Une balance des services excédentaire : +14 624 million US$[53].
    - Les postes excédentaires sont les voyages (+15 981 million US$), les autres moyens de transport (+3 184 million US$) et les services de construction (+859 million US$).
    - Les principaux postes déficitaires sont le fret (-2 450 million US$), les autres services aux entreprises (-1 340 million US $), les services gouvernementaux (-869 million US$) et les services d'assurance (-469 million US$).

  - Une balance des revenus déficitaire : -7 322 million US $[53]. Ce poste est mis à mal par :
    - les transferts de dividendes des entreprises d'investissement direct (-2 364 million US$) et
    - le paiements des intérêts des prêts bancaires (-5 431 million US$).
    - Au total, les revenus de placements (I directs + I portefeuille + autres investissements) sont à l'origine d'un débit de -11 624 million US$ en 2010, soit 1,6 % d PIB contre 2,15 % en 2009[56],[53].

  - La balance des transferts courants est excédentaire notamment grâce aux transferts des revenus des travailleurs immigrés d'origine turque (948 million US$). Le poids des transferts des travailleurs immigrés d'origine turque dans l'économie turque est devenu dérisoire. Il passe de 3 % en 1984 à 0,1 % en 2010[53],[56].

La forte croissance de l'économie turque en 2010 (+9,2 %) entraîne une forte croissance des importations de consommation intermédiaires.
Depuis 2001 le taux de couverture (Exportations/Importations) se dégrade. Il passe de 113 % en 2001 à 79 % en 2010.
Les exportations turques ne couvrent que 79 % des importations du pays en 2010.

#### Capacité ou besoin de financement
Depuis 1984, le pays n'a connu que six excédents d'épargne le plus souvent dégagés en période de contraction ou de ralentissement de l'économie.
La faiblesse de l'épargne locale combinée à de forts investissements font de la Turquie une grande consommatrice de capitaux étrangers.
Depuis 2004, les besoins de financement de la Turquie excèdent les 10 000 million US$ annuels et atteignent 47 751 million US$ en 2010, soit 6,5 % du PIB,.

#### Balance des opérations financières
La balance des opérations financières est déficitaire en 2010 (engagements de 43 070 million US$). La Turquie est un importateur net de capital. Pour financer le déficit de ses comptes courants, la Turquie a recours à plusieurs entrées de capitaux :
- Les mouvements de capitaux à long terme : globalement, les engagements de la Turquie sur l'extérieur augmentent de 7 816 million $US en 2010[53].
  - Les ID étrangers en Turquie repartent à la hausse principalement grâce aux investissements immobiliers (2 494 million $US)
  - Les ID turcs à l’étranger continuent de baisser.
- Les mouvements de capitaux à court terme : globalement, les engagements de la Turquie augmentent de 16 093 million $US en 2010[53].
  - Les avoirs en investissements de portefeuille turcs à l'étranger augmentent depuis 2008. En 2010, les agents turcs acquièrent 3 524 millions de US$ de titres émis à l'étranger.
  - En 2010, les engagements de la Turquie envers l'extérieur se montent à 19 617 million $US. Les étrangers sont en partie intéressés par les titres d'État.
- Autres investissements : en 2010, les engagements de la Turquie sur l’extérieur augmentent en ce qui concerne les crédits commerciaux et autres prêts.

#### Avoirs de réserves
Les réserves nettes de change augmentent de 14 968 millions $US en 2010 et équivalent désormais à 5 mois d'importations. En 2010, les réserves totales représentent 29 % de la dette totale extérieure de la Turquie et 91 % de sa dette à court terme.

### Dette extérieure

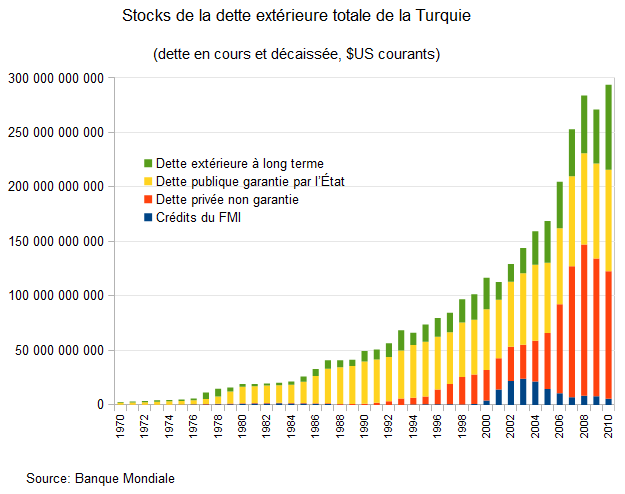
Dette extérieure de la Turquie.

Entre 2000 et 2010, la dette extérieure de la Turquie est multipliée par 3.
En 2010, la dette extérieure de la Turquie se monte à 294 milliards de $US. La structure de la dette extérieure a fortement évoluée.
- La part de la dette publique diminue (73 % en 1994 et 32 % en 2010). Les finances publiques sont maîtrisées et la dette du gouvernement central représente 50,7 % du PIB, soit une des meilleures performances en Europe
- La part des crédits du FMI baisse continuellement passant de 17 % en 2002 à 2 % en 2010 : en avril 2013, la Turquie devrait terminer le remboursement sa dette contractée auprès du FMI
- La part des crédits sur le long terme augmente (14 % en 2001 contre 27 % en 2010)
- La part de la dette privée augmente fortement (25 % en 2001 contre 40 % en 2010) exposant les agents économiques turcs à un risque de change

### Traités de libre-échange
Depuis le début des années 1990, la Turquie renforce son ouverture économique en signant une série d'accords de libre échange. Ce faisant, elle ouvre de nouveaux débouchés à ses entreprises exportatrices et favorise leur approvisionnement en matière première. Parallèlement, le gouvernement turc mène une politique de suppression des visas avec des pays tiers pour faciliter la prospection des chefs d'entreprises turcs.
Pour le centenaire de la République Turque (2023), l'objectif du gouvernement est d'atteindre les 500 milliards de dollars d'exportation.
En 2011, les exportations turques se montent à 134,6 milliards de dollars, soit 27 % de cet objectif.
En 2003, la Turquie met en place le projet "Turquality". Ce projet a pour objectif de renforcer l'image des marques turques afin qu'elles s'internationalisent et augmentent leur pénétration à l'export. La mention "Turquality" a également pour objectif d'encourager les entreprises à produire des biens à forte valeur ajoutée.

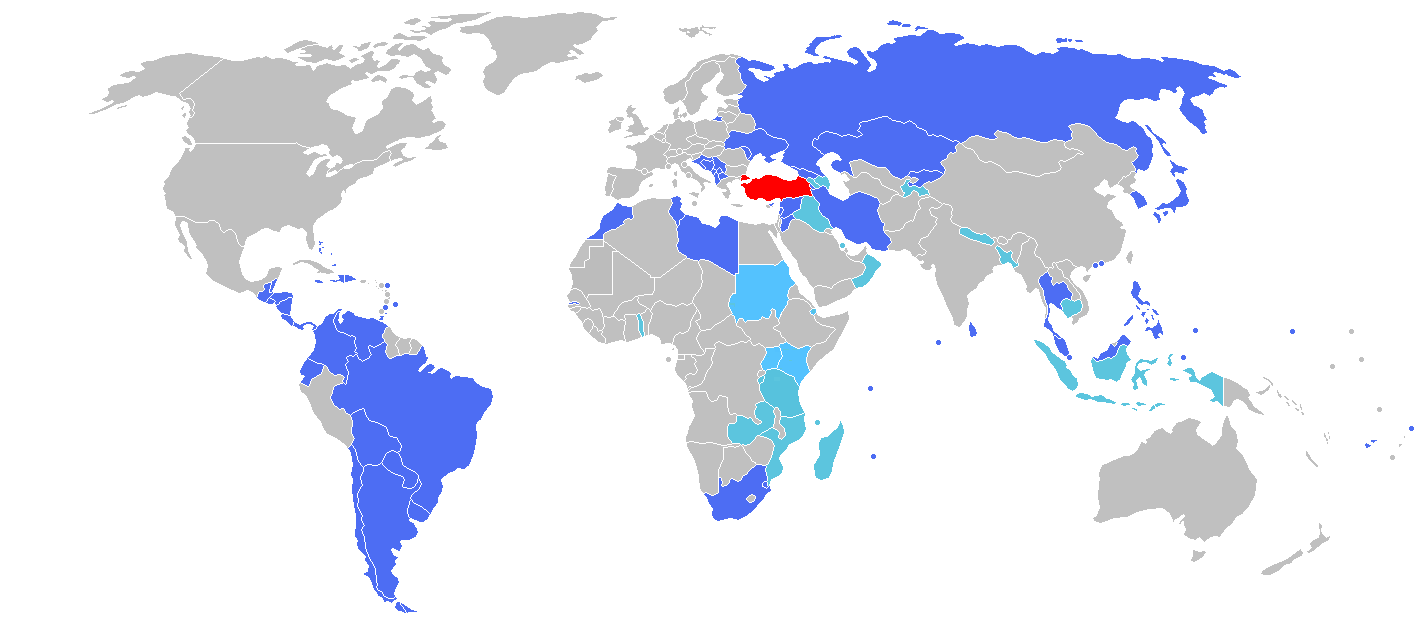
Pays où les citoyens turcs ne sont pas sujets à un visa, dernière mise à jour : 9 mai 2012
Turquie
Pas de visa
Visa délivré à la douane
Visa nécessaire

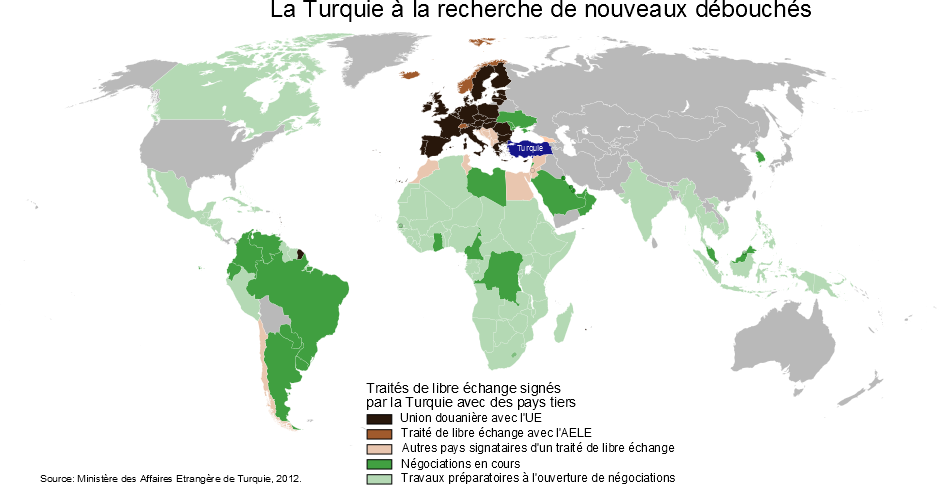
Les traités de libre échange signés par la Turquie.

La Turquie rejoint l'union douanière de l'Union européenne en 1995.

La Turquie a signé 19 traités de libre-échange avec :
- 1)   Union européenne :
- 2)   Macédoine du Nord
- 3)   Croatie
- 4)   Bosnie-Herzégovine
- 5)   Palestine
- 6)   Tunisie
- 7)   Maroc
- 8)   Syrie
- 9)   Jordanie
- 10)  Égypte
- 11)  Israël
- 12)  Liban
- 13)  Albanie
- 14)  Géorgie
- 15)  Monténégro
- 16)  Serbie
- 17)  Chili
- 18)  Corée du Sud
- 19) AELE (Association européenne de libre-échange) :
  -  Islande
  -  Liechtenstein
  -  Norvège
  -  Suisse

Pays avec lesquels les négociations sont terminées; l'accord de libre échange entrera en vigueur après validation interne :
- Corée du Sud
- Liban
- Maurice

Accords de libre échange en cours de négociation :
- Ukraine
- Seychelles
- Moldavie
- Malaisie
- Libye
- Ghana
- Équateur
- Colombie
- Cameroun
- République démocratique du Congo
- Conseil de coopération du Golfe
- MERCOSUR.

La Turquie lance des travaux préparatoires au lancement de négociations avec :
- Algérie
- Canada
- Inde
- Mexique
- Pérou
- le Marché commun centraméricain
- l'ASEAN
- les ACP (Pays d'Afrique, Caraïbes et Pacifique)

## PIB et IDH

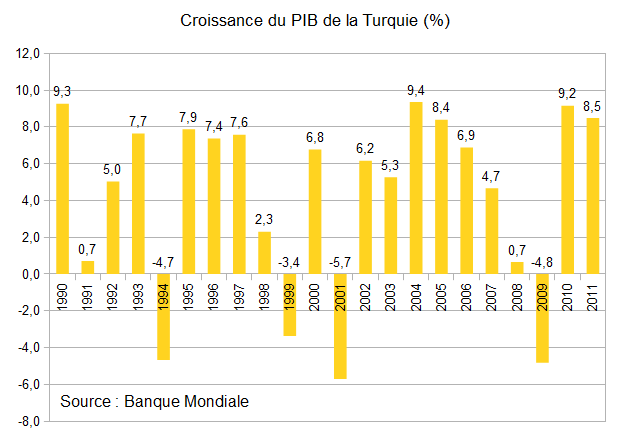
Croissance du PIB de la Turquie.

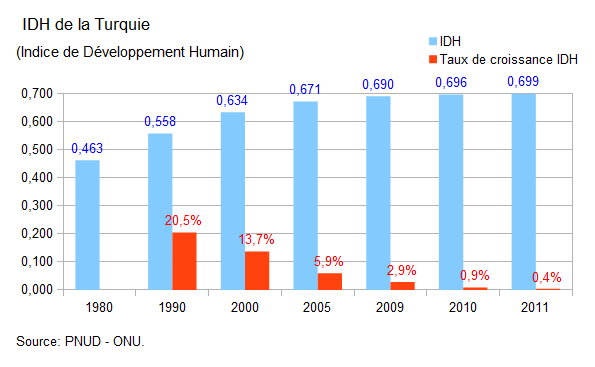
IDH de la Turquie.

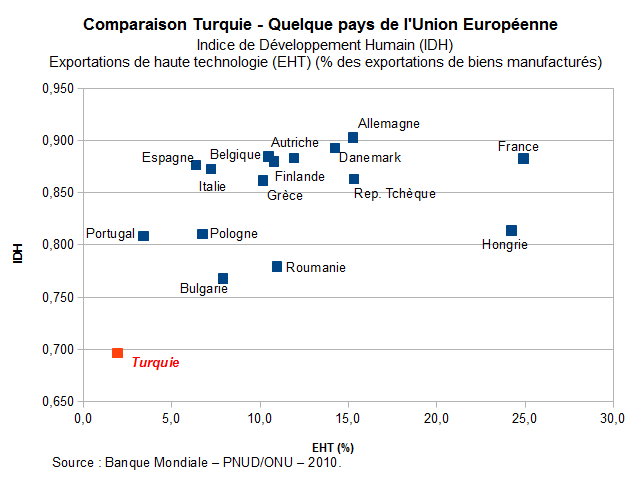
Comparaison de l'IDH et l'EHT de la Turquie avec les autres pays.

- En 2011, par rapport au PIB $US courants, la Turquie est la 18e économie mondiale[58] :
  - PIB 2011 : 773 milliards $ US courants
  - PIB par habitant 2011 : 10 498 $ US courants
- En 2011, par rapport au PIB $ PPA internationaux, la Turquie est la 15e puissance économique mondiale[58] :
  - PIB 2011 : 1 288 milliards $ PPA internationaux courants
  - PIB par habitant 2011 : 17 499 $ PPA internationaux courants

Au cours des 2 dernières décennies le PIB turc s'est contracté à 4 reprises :
- 1994 : crise financière due à une instabilité macroéconomique
- 1999 : crise financière due à une instabilité macroéconomique
- 2001 : crise de confiance, sortie des capitaux volatils, crise financière, crise politique, assainissement du secteur bancaire
- 2009 : crise financière mondiale

L'assainissement du secteur bancaire en 2001 et la faible exposition des banques turques aux subprimes (les besoins de financement importants des agents turcs offrent des rendements supérieurs aux subprimes) permet au secteur financier d'éviter bon nombre de remous de la crise financière internationale. Depuis 2010, la Turquie affiche un des taux de croissance les plus élevés au monde : 9,2 % en 2010 et 8,5 % en 2011.
Pour ce qui est de l'Indice de Développement Humain, le classement est en augmentation considérablement depuis les années 1980. En 1980, l'IDH de la Turquie est de 0,46 tandis qu'en 2014 de 0,761. Au niveau mondial, la Turquie était classée 73e. En 2022, la Turquie est classée 45e dans l’IDH, une augmentation graduelle.

## Inflation

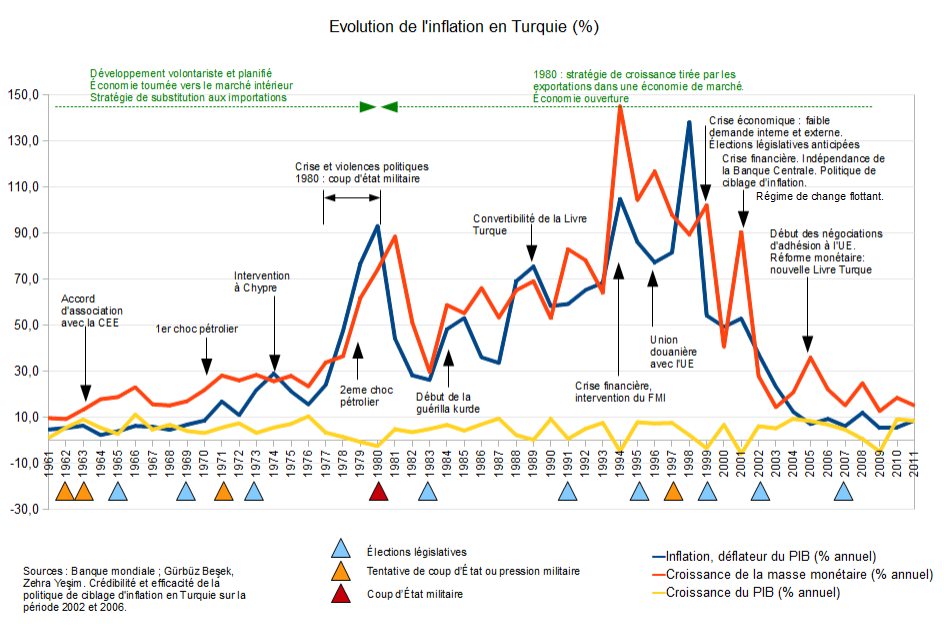
Évolution de l'inflation en Turquie

Entre 1971 et 2004, la Turquie connaît une forte inflation (supérieure à 10 %). Celle-ci s'explique par :
- la monétarisation du déficit budgétaire ;
- le déficit de la balance des paiements ;
- les crises politiques ;
- le climat de guerre civile ;
- les politiques populistes menées par les gouvernements successifs.

La Turquie a connu en 2000 la crise financière la plus forte de son histoire moderne.
En 2001, Kemal Derviş, ministre de l'économie, met en place d'importantes réformes économiques :
- autonomie de la banque centrale ;
- recapitalisation des deux plus grandes banques publiques et de certaines banques privées ;
- saisie ou fermeture de banques insolvables ;
- restructuration des principaux établissements.

Ces réformes sont à l'origine de la solidité alors du secteur financier de la Turquie. L'indépendance de la Banque Centrale permet de maîtriser l'inflation. Elle mène une stratégie de transparence et de communication (politique de ciblage) et l'inflation redescend en dessous de 10 %. La stabilité politique (majorité parlementaire), le début des négociations d'adhésion avec l'UE, la mise en circulation d'une nouvelle monnaie et la maîtrise des dépenses publiques améliorent également la confiance des agents économiques envers les autorités politiques et monétaires du pays et contribuent à la stabilisation du niveau général des prix.
Néanmoins, le début des années 2020 se caractérise par une forte reprise de l'inflation. De février 2021 à février 2022, l'inflation est de 54,4 %, ce qui constitue un record depuis 2002. En janvier, la hausse des prix à la consommation est de 48,7 % en glissement annuel. Autre conséquence, la livre turque perd près de 44 % de sa valeur face au dollar en 2021.
En 2023, près huit mois de ralentissement, l'inflation repart à la hausse en juillet à 47,83% sur un an, alors que la livre turque a perdu près du tiers de sa valeur depuis mai de la même année.
En 2025, la Banque centrale de Turquie a abaissé son taux directeur de 50 % à 47,5 %, marquant un premier pas vers une politique monétaire plus souple. Ces réductions, présentées comme un levier pour stimuler l’économie, illustrent la priorité donnée à une relance progressive dans un contexte de stabilisation des prix.
Un décret présidentiel instaure une hausse de 22 % sur les boissons contenant plus de 22 % d’alcool, à l’exception du raki et de la bière. Cette mesure s’inscrit dans une politique visant à réduire la consommation tout en augmentant les recettes fiscales.

## Recherche et développement

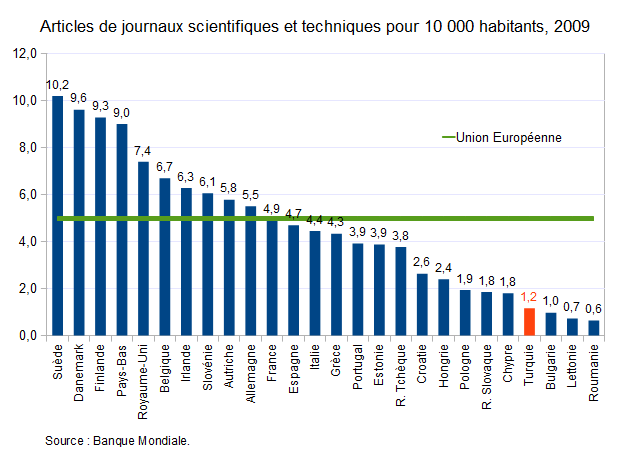
Articles de journaux scientifiques et techniques pour 10000 habitants en 2009.

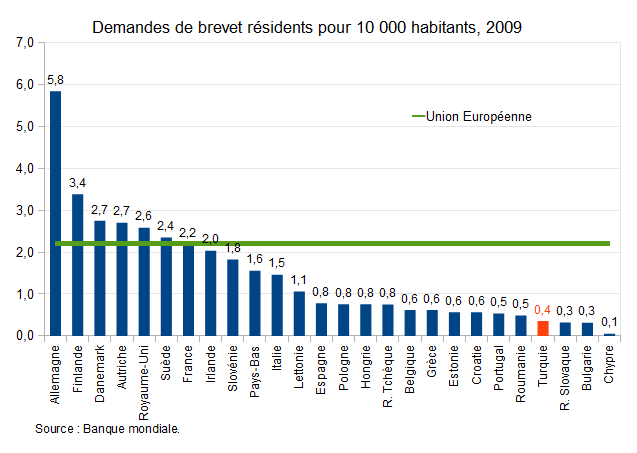
Demandes de brevet pour 10000 habitants en 2009.

Au cours de la dernière décennie, la Turquie a entrepris des efforts en matière de recherche et de développement.
En 2007, la Turquie compte 709 chercheurs en recherche et développement pour un million de personnes. Elle se situe loin derrière la France (3593), l'Union européenne (2937), la Grèce (1849), la Tunisie (1806), la Pologne (1607), l'Italie (1563) et la Bulgarie (1466). La Turquie est proche de l'Argentine (982) et de la Roumanie (868).
En 2007, la Turquie alloue 0,72 % de son PIB à la recherche et au développement contre 2,07 % pour la France et 1,85 % pour l'UE. L'effort pour la recherche et le développement en Turquie est moins important qu'en Tunisie (1,1 %) et en Afrique du Sud (0,92 %).
En 2007, la Turquie compte 106 techniciens pour un million de personnes, soit 17 fois moins que la France, 10 fois moins que l'Union européenne, 4 fois moins que la Bulgarie et 2 fois moins que la Roumanie et l'Argentine.
En 2010, les biens de haute technicité représentent 1,9 % des exportations turques de biens manufacturés contre 24,9 % pour la France, 16,9 % pour le Mexique, 15,3 % pour l'Union Européenne, 11 % pour la Roumanie, 10,2 % pour la Grèce, 7,9 % pour la Bulgarie, 7,7 % pour le Maroc, 7,5 % pour l'Argentine, 7,2 % pour l'Italie, 6,7 % pour la Pologne et 4,3 % pour l'Afrique du Sud.
En 2009, les chercheurs turcs signent 8 300 articles de journaux scientifiques et techniques. La même année, 2 555 demandes de brevets résidents sont déposées. Rapporté au nombre d'habitants ces deux indicateurs montrent les carences de la Turquie en matière d'investissement dans l'enseignement et la recherche :
- la Turquie produit 9 fois moins d'articles de journaux scientifiques et techniques que la Suède, 8 fois moins que les Pays-Bas, 5 fois moins que l'Allemagne et la Slovénie, 4 fois moins que la France et la Grèce, 3 fois moins que le Portugal et 2 fois moins que la Pologne
- en Turquie, les demandes de brevets résidents sont 16 fois moins importantes qu'en Allemagne, 6 fois moins importantes qu'en France et 2 fois moins importantes qu'en Pologne et en Grèce.

## Budget de l'État
En 2013, le projet de loi de finance, prévoit un budget du gouvernement central de 396 milliards de livres turque (soit 167 milliards d'euros).
Au total, le financement de l'appareil sécuritaire représente 11,7 % des dépenses du gouvernement central, soit 6,3 fois plus que les montants alloués à la justice.
| Poste                                                                  | Essaie de regroupement des postes                                                      | Montant en TL  | %    |
| ---------------------------------------------------------------------- | -------------------------------------------------------------------------------------- | -------------- | ---- |
| Ministère du Budget                                                    | Budget Trésor Cadastre Fonction publique                                               | 99 166 766 250 | 25,0 |
| Sous-secrétariat au Trésor                                             | Budget Trésor Cadastre Fonction publique                                               | 71 821 737 000 | 18,1 |
| Ministère de l'Éducation                                               | Éducation Jeunesse Culture Sport Tourisme                                              | 47 496 378 650 | 12,0 |
| Ministère du Travail et de la Sécurité sociale                         | Travail Santé Sécurité Sociale Famille                                                 | 32 113 411 650 | 8,1  |
| Ministère de la Défense                                                | Sécurité                                                                               | 20 359 914 000 | 5,1  |
| Police Nationale                                                       | Sécurité                                                                               | 14 777 121 000 | 3,7  |
| Ministre des politiques familiales et sociales                         | Travail Santé Sécurité Sociale Famille                                                 | 14 732 738 500 | 3,7  |
| Ministère de l'Alimentation, de l'Agriculture et de l'Elevage          | Développement Industrie Sciences Technologie Énergie Ressources naturelles Agriculture | 13 116 229 650 | 3,3  |
| Ministère des Transports, des Affaires maritimes et des Communications | Transport Communication                                                                | 10 690 599 000 | 2,7  |
| Ministère des Eaux et Forêts                                           | Environnement Urbanisme Eau Forêt Météorologie                                         | 10 492 139 000 | 2,6  |
| Direction des Hôpitaux Publics                                         | Travail Santé Sécurité Sociale Famille                                                 | 8 119 822 000  | 2,0  |
| Ministère de la Justice                                                | Justice                                                                                | 6 835 383 000  | 1,7  |
| Agence de la santé publique                                            | Travail Santé Sécurité Sociale Famille                                                 | 6 077 407 000  | 1,5  |
| Gendarmerie                                                            | Sécurité                                                                               | 5 843 453 000  | 1,5  |
| Ministre de la Jeunesse et des Sports                                  | Éducation Jeunesse Culture Sport Tourisme                                              | 5 393 728 000  | 1,4  |
| Diyanet – Présidence des affaires religieuses                          | Diyanet – Présidence des affaires religieuses                                          | 4 604 649 000  | 1,2  |
| Ministère de l'Intérieur                                               | Sécurité                                                                               | 2 888 763 000  | 0,7  |
| Ministère de la Santé                                                  | Travail Santé Sécurité Sociale Famille                                                 | 2 490 208 650  | 0,6  |
| Ministère de l'Industrie des Sciences et de la Technologie             | Développement Industrie Sciences Technologie Énergie Ressources naturelles Agriculture | 2 469 524 550  | 0,6  |
| Administration des Recettes                                            | Budget Trésor Cadastre Fonction publique                                               | 2 080 581 000  | 0,5  |
| Ministère de l'Environnement et de l'Urbanisme                         | Environnement Urbanisme Eau Forêt Météorologie                                         | 1 880 909 650  | 0,5  |
| Ministère de la Culture et du Tourisme                                 | Éducation Jeunesse Culture Sport Tourisme                                              | 1 851 734 000  | 0,5  |
| Ministère des Affaires étrangères                                      | Affaires Étrangères Relation avec l'Union européenne                                   | 1 614 984 000  | 0,4  |
| Ministère de l'Économie                                                | Économie Statistique Douanes Commerce                                                  | 1 371 590 000  | 0,3  |
| Ministère du Développement                                             | Développement Industrie Sciences Technologie Énergie Ressources naturelles Agriculture | 1 198 247 650  | 0,3  |
| MIT – Renseignement                                                    | Sécurité                                                                               | 995 569 000    | 0,3  |
| Ministère de gestion des urgences et des catastrophes                  | Sécurité                                                                               | 927 019 000    | 0,2  |
| Assemblée Nationale                                                    | Présidence Assemblée Premier ministre Presse et Information                            | 773 060 000    | 0,2  |
| Cabinet du Premier Ministre                                            | Présidence Assemblée Premier ministre Presse et Information                            | 769 789 000    | 0,2  |
| Cadastre                                                               | Budget Trésor Cadastre Fonction publique                                               | 657 446 000    | 0,2  |
| Ministère de l'Énergie et des Ressources naturelles                    | Développement Industrie Sciences Technologie Énergie Ressources naturelles Agriculture | 600 290 650    | 0,2  |
| Ministère des douanes et du commerce                                   | Économie Statistique Douanes Commerce                                                  | 503 438 650    | 0,1  |
| Garde Côtière                                                          | Sécurité                                                                               | 432 035 000    | 0,1  |
| Institut de la statistique                                             | Économie Statistique Douanes Commerce                                                  | 239 745 000    | 0,1  |
| Ministère de l'Union européenne                                        | Affaires Étrangères Relation avec l'Union européenne                                   | 213 573 650    | 0,1  |
| Direction Générale de la Météorologie                                  | Environnement Urbanisme Eau Forêt Météorologie                                         | 193 016 000    | 0    |
| Sayistay - Cour des Comptes                                            | Justice                                                                                | 164 587 200    | 0    |
| Présidence                                                             | Présidence Assemblée Premier ministre Presse et Information                            | 157 560 000    | 0    |
| Direction Générale de la Presse et de l'Information                    | Présidence Assemblée Premier ministre Presse et Information                            | 154 117 500    | 0    |
| Yargitay – Haute Cour d'Appel                                          | Justice                                                                                | 143 286 000    | 0    |
| Danistay – Conseil d'État                                              | Justice                                                                                | 89 540 000     | 0    |
| Haut Conseil des juges et des procureurs                               | Justice                                                                                | 50 859 000     | 0    |
| Cour Constitutionnelle                                                 | Justice                                                                                | 37 599 000     | 0    |
| Sous-secrétariat de l'ordre public et la sécurité                      | Sécurité                                                                               | 20 272 000     | 0    |
| Conseil national de sécurité                                           | Sécurité                                                                               | 19 025 500     | 0    |
| Ministère de la Fonction Publique                                      | Budget Trésor Fonction publique                                                        | 17 167 000     | 0    |

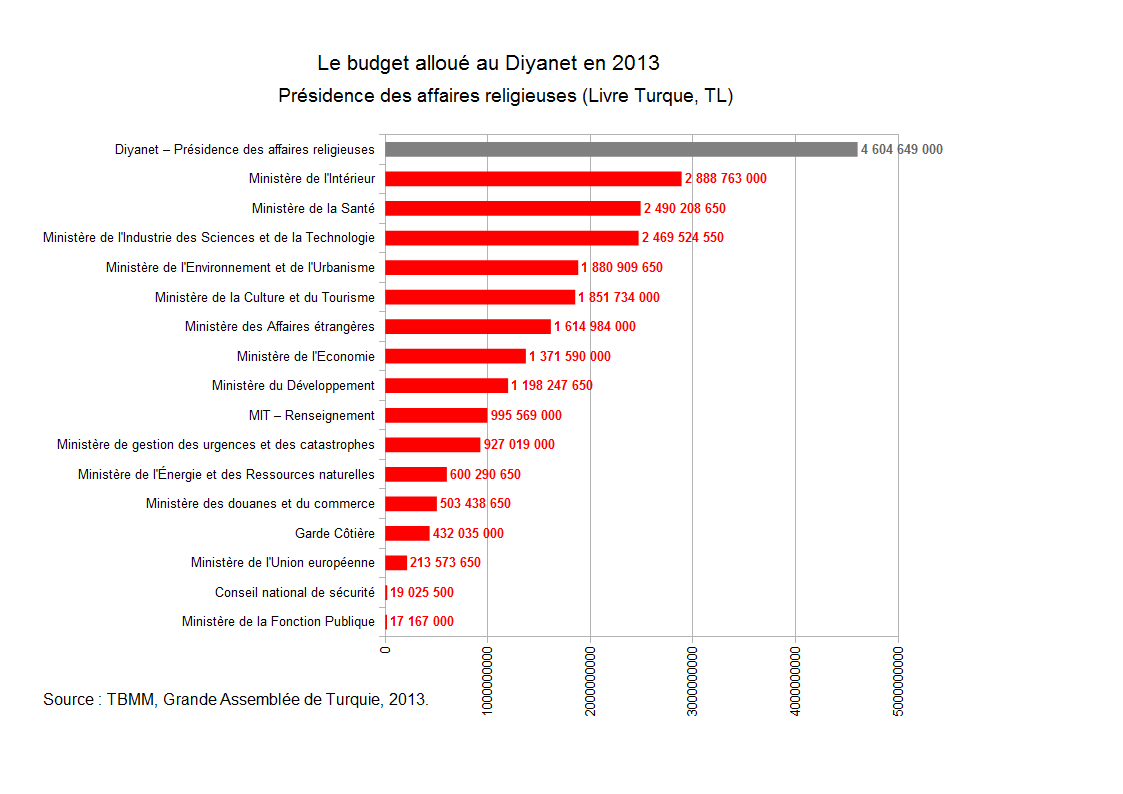
Budget Diyanet 2013, Présidence des Affaires Religieuses - Source : TBMM 2013.

Avec plus de 4,6 milliards de TL, le Diyanet ou Ministère des Affaires religieuses, occupe le 16e poste de dépense du gouvernement central. Le budget alloué au Diyanet est :
- 1,6 fois plus important que le budget alloué au Ministère de l'Intérieur[65]
- 1,8 fois plus important que le budget alloué au Ministère de la Santé[65]
- 1,9 fois plus important que le budget alloué au Ministère de l'Industrie des Sciences et de la Technologie[65]
- 2,5 fois plus important que le budget alloué au Ministère de la Culture et du Tourisme[65]
- 3,4 fois plus important que le budget alloué au Ministère de l’Économie[65]

Le budget du Diyanet représente :
- 79 % du budget de la Gendarmerie[65]
- 67 % du budget du Ministère de la Justice[65]
- 57 % du budget des Hôpitaux Publics[65]
- 31 % du budget de la Police Nationale[65]
- 23 % du budget de l'Armée Turque soit 23 % du budget de la deuxième armée de l'OTAN[65].

## Le poids de l'appareil sécuritaire dans le budget de l'État: bilan économique du conflit avec le PKK
Sur le plan économique, le conflit entre l’État turc et le PKK a coûté 300 milliards US$ soit l'équivalent de :
- 75 à 86 % du budget nécessaire à rendre toutes les habitations turques conformes aux normes sismiques. Le projet de renouvellement urbain (Kentsel Dönüşümün) ambitionne de détruire et reconstruire 7 millions d'habitations non conformes aux normes sismiques. Ce projet est estimé entre 350 et 400 milliard de US$[67]
- 36 000 km d'autoroutes (le prix moyen d'1 km d'autoroute est estimé à 8,2 million US$)
- 62 000 km de Train à Grande Vitesse (le prix moyen d'1 km de Train à Grande Vitesse est estimé à 4,8 million US$)
- 100 projet Marmaray, tunnel ferroviaire sous le Bosphore qui va transporter ses passagers entre Asie en Europe[68]
- 15 Centrale Nucléaire de Mersin Akkuyu 4 800 MW[69]
- 6 700 hôpitaux de type Trabzon Kanuni Eğitim ve Araştırma Hastanesi (capacité de 400 lits)[70]

## Relation entre régime politique et développement économique

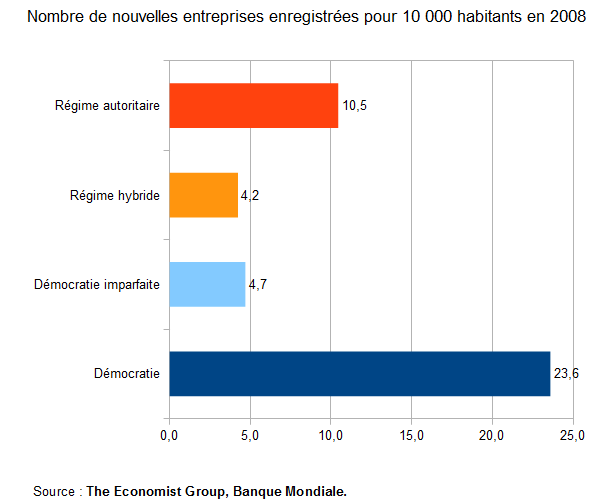
Entrepreneuriat et régime politique

The Economist Group mène des travaux pour classer les pays en fonction de leur régime politique. Quatre types de régimes sont définis :
- les démocraties
- les démocraties imparfaites
- les régimes hybrides
- les régimes autoritaires

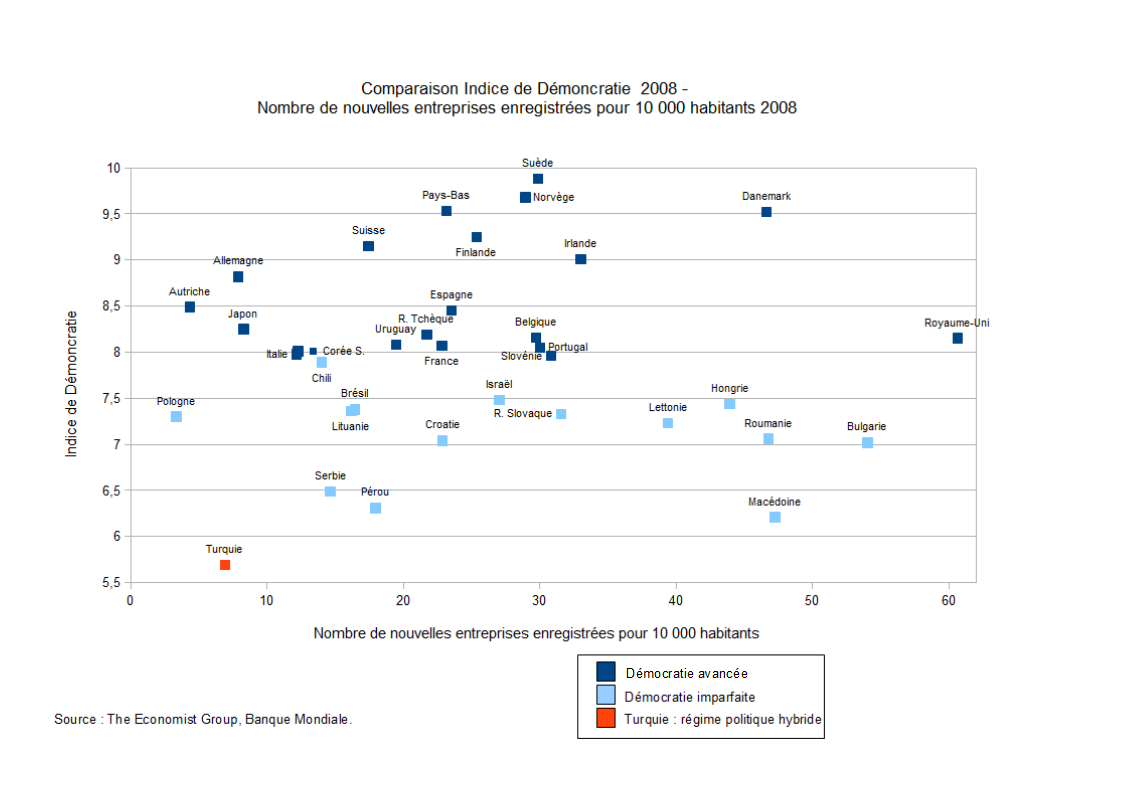
Entrepreneuriat et Indice de Démocratie

Selon The Economist Group, en 2011, l'Indice de Démocratie de la Turquie est de 5,73.
Au niveau mondial, la Turquie est classée 88e et appartient au groupe de pays dotés d'un régime politique dit « hybride ».
Entre 2008 et 2011, la note globale de la Turquie augmente (+0,04 points,) passant de 5,69 à 5,73 points :
- En matière de « fonctionnement du gouvernement » les progrès sont nets (+1,07 points[71],[72])
- En matière de « processus électoral & pluralisme » et de « culture politique » aucun progrès notable n'est constaté (stabilisation)
- En revanche, la Turquie régresse en matière de « participation politique » (-0,55 points[71],[72]) et de « libertés civiles » (-0,29 points[71],[72]). Sur cette période, The Economist Group relève une détérioration des libertés des médias et de la liberté d'expression et encourage les politiciens turcs dans leur projet de rédaction d'une nouvelle constitution civile et démocratique.

Le sens de causalité entre démocratie et richesse économique est discutable. Mais au vu des faibles réserves en hydrocarbures de la Turquie et des objectifs qu'elle s'est fixés pour 2023 (industrie de haute technologie et intégration à l'Union Européenne) le développement de la démocratie turque est une nécessité pour :
- stabiliser politiquement et socialement le pays
- libérer les idées et donc développer la créativité intellectuelle et donc technologique dont la Turquie a besoin pour produire et exporter des produits à forte valeur ajoutée
- développer l'entrepreneuriat pour augmenter le nombre d'entreprises et pourvoir des emplois à sa population croissante. En 2008, le régime politique le plus favorable à la création d'entreprise est la démocratie avancée. En moyenne une démocratie avancée crée 26,6 entreprises nouvelle pour 10 000 habitants[72],[13], soit 5 fois plus que les démocraties imparfaites, 5,6 fois plus que les régimes hybrides et 2,3 fois plus que les régimes autoritaires.

## Climat des affaires et risque pays en 2012
- Moody's : Ba1 soit une note catégorie spéculative, juste en dessous de la catégorie investissement
- Fitch : BBB- soit une note catégorie investissement, fourchette basse, juste en dessus de la catégorie spéculative[73]
- Standard & Poor's : BB soit une note spéculative, 2 crans en dessous de la catégorie investissement
- Coface[74] : A4 Le comportement de paiement souvent assez moyen pourrait en outre être affecté par un environnement économique et politique qui pourrait se détériorer, la probabilité que cela conduise à un défaut de paiement reste acceptable.

Les agences de notation ne manquent pas d'éloge envers la Turquie. Son secteur privé est dynamique et sa main d’œuvre est jeune, abondante et qualifiée. La géographie renforce l'attractivité du marché turc. Centre d'approvisionnement régional, la Turquie ambitionne à travers les multiples accords de libre échange de devenir un des acteurs clés du commerce international. Le secteur bancaire, assaini dès 2001, lui permet d'éviter les remous de la crise financière internationale. Les finances publiques sont maîtrisées et la Turquie aura remboursé la totalité de sa dette auprès du FMI en avril 2013. Toutefois, les agences de notations préviennent : l'épargne turque est insuffisante et le pays, dépendant des capitaux étrangers, affiche un déficit de ses comptes courants. Les entreprises voient leur endettement extérieur croître augmentant le risque de change. Le risque politique est également souligné. Pour éviter les troubles sociaux, la Turquie doit instaurer une forte démocratie, seul moyen de faire adhérer l'ensemble de sa population aux objectifs de développement national[réf. nécessaire]. En accordant des droits à ses intellectuels-chercheurs, à ses minorités ethniques (Kurdes, Lazes, Tatars, Azéris, Roms) et religieuses (alevi, bektachi, câferî), la Turquie assurera sa stabilité politique[réf. nécessaire] et accroîtra son attractivité économique[réf. nécessaire].

## Emploi

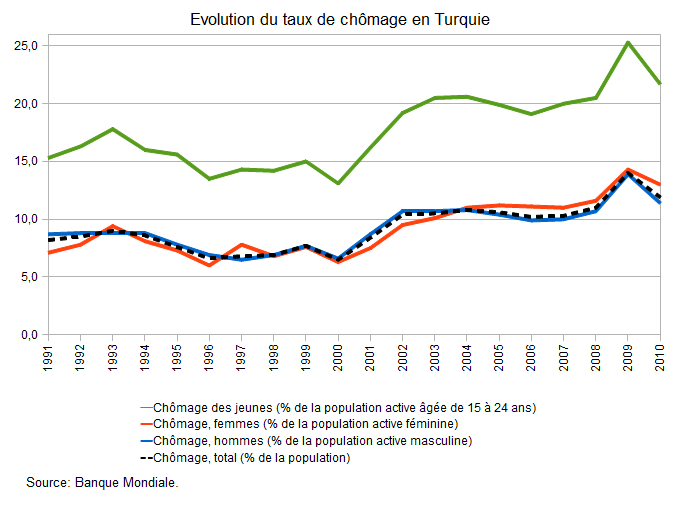
Évolution du taux de chômage en Turquie

La crise financière mondiale de 2008 a un impact sur le marché du travail turc. Le nombre de chômeurs repart à la hausse pour atteindre 14 % de la population active en 2009. En 2010, la forte croissance du PIB turque (+ 9,2 %) entraîne une baisse du chômage à 11,9 % de la population active. Le chômage touche principalement les jeunes et les personnes ayant un niveau scolaire primaire. Ces données officielles sont à relativiser dans la mesure où, selon les experts, les méthodologies d'étude du marché du travail turc sous estiment le nombre réel de demandeurs d'emploi. Toutefois, les statistiques publiques sont un bon indicateur de tendance.
Le taux de chômage en Turquie reste élevé à environ 8,0 % de la population active en juillet 2012.
L’explosion du chômage en Turquie est la conséquence de la crise économique la plus grave de l’histoire du pays en 2000.
De 2000 à 2006, le taux de croissance de la population non agricole a atteint 3,4 % par an.
Le chômage reste difficile à contenir à cause de l'augmentation de la population active non agricole qui nécessite une croissance soutenue de l’emploi.
Le salaire minimum brut est de 630 USD dollars/mois.
Selon les données du Nasdaq, le 10 septembre 2020, le taux de chômage de la Turquie est passé à 13,4% et la participation légèrement augmentée au cours de la période de mai à juillet au cours de laquelle un verrouillage du coronavirus a été levé et une interdiction de licenciement est restée en place. Selon l'Institut turc de statistique, le nombre de travailleurs était trop découragé pour chercher un emploi a atteint un record de 1,38 million, presque tripler le niveau de l'an dernier, malgré la réouverture de l'économie pour la plupart début juin.

### Formation
Chaque année 480 000 étudiants obtiennent leurs diplômes universitaires dans les 149 universités dont 95 publiques que compte le pays. C'est un secteur en pleine croissance grâce aux investissements du secteur privé et qui commence à attirer des étudiants du monde entier.

## Quelques chiffres
Produit National Brut (PNB) : 671 milliards € (PPA)
- Taux de croissance :
  - 2003 : + 5,3 %
  - 2004 : + 9,4 %
  - 2005 : + 8,4 %
  - 2006 : + 6,9 %
  - 2007 : + 4,6 %
  - 2008 : + 3,4 %
  - 2014 : + 2,9 %
- La 15e plus grande économie du monde. La 20 ème plus grande économie (PIB) en 2024[81].
- Principaux partenaires commerciaux : * Union Européenne : 46 % (la Turquie est le 7e partenaire commercial de l’UE)
- Russie : 10,9 % * États-Unis : 4,4 %

Exportations de la Turquie vers l’UE – 2007 : 44,2 milliards €
Importations de la Turquie en provenance de l’UE – 2007 : 50,2 milliards €
Déficit commercial en faveur de l’UE – 2007 : 6 milliards €
- La production industrielle : 30 % du PNB (services : 60 % ; agriculture : 10 %)

Les produits industriels : 94,8 % des exportations (habillement, automobile, textile, électronique, électroménager, acier, verre…)
Au niveau mondial, la Turquie est :
- le 1er producteur de noisette, de cerise et fruits secs (figues, raisins, abricots)[82]
- le 6e producteur de ciment
- le 2e producteur de verre plat
- le 1er producteur de bore
- le 2e exportateur de bijoux
- le 6e exportateur d'habillement et aussi : la plus riche en biodiversité et le plus grand marché émergent

En Europe, la Turquie est :
- le 1er fabricant de téléviseurs (Beko)[83]
- le 4e dans pièces détachées et automobile
- le 1erproducteur d’engrais chimique
- le 3e producteur sidérurgique
- le 3e fabricant de céramique
- le 6e fabricant de réfrigérateur
- le 4e marché de télécoms
- le 3e fabricant de yacht, 8e de bateaux
- Entrées nettes de capitaux étrangers : 8 milliards € en 2005 (+240 %), 16 milliards € en 2006 (+87,5 %), 16 milliards € en 2007 (+9,8 % en $)

En Turquie, 18 000 sociétés à capitaux étrangers opèrent, un tiers des banques et un quart des 500 plus grandes entreprises sont étrangères.
Les investissements directs turcs dans 50 pays s’accroissent sans cesse (7 milliards € en 2007).
Taux de 20 % pour l’impôt sur les sociétés (moyenne de l’OCDE).
- Une société d’information en forte croissance : + de 35 % d’augmentation par an pour la vente d’ordinateurs (22 compagnies turques / 500 compagnies NTIC les plus performantes).

+ 65 millions d’abonnés de GSM
• 88,8% d’utilisateurs Internet
+ 30 chaînes de TV au niveau national, + 250 au niveau local
→ e-gouvernement en expansion
- Privatisation : privatisations valant 17,9 milliards € au cours des 5 dernières années
- Tourisme : 26 millions de touristes en 2008, Istanbul a été Capitale européenne de la culture en 2010. 51,2 millions de touristes en 2024[85].